# Villa Alemana
Villa Alemana es una comuna y ciudad de la zona central de Chile ubicada en la provincia de Marga Marga, Región de Valparaíso. Junto con las comunas de Valparaíso, Viña del Mar, Quilpué y Concón, integra el área metropolitana del Gran Valparaíso.
Fue creada por Ley 5189 (publicada en el Diario Oficial n.º 16621) el 11 de julio de 1933, y es conocida como la Ciudad de la Eterna Juventud o la Ciudad de los Molinos, por la gran cantidad de casas quintas que necesitaban sacar agua de esta forma.
Se encuentra hermanada con la ciudad palestina de Belén, acuerdo suscrito desde el año 2006 hasta la fecha.

## Toponimia
El nombre de Villa Alemana es producto de una votación efectuada por los primeros vecinos de la zona. Se encontraban alemanes, italianos, españoles, suizos y yugoslavos. Siendo el vecino Don Buenaventura Joglar Amandi, quien poseía la mayor cantidad de tierra y había loteado sus propiedades para formar una villa de vecinos que impulsara el desarrollo de la zona. La votación favoreció el nombre de Villa Alemana que se impuso por un voto al de Villa Italiana y en tercer lugar resultó la opción Villa España. [cita requerida]
La otra versión de la historia dice que don Buenaventura Joglar Amandi decidió poner un nombre propio al lugar y ese nombre sería el de la colonia que comprara más tierras o parcelas y estos fueron los alemanes, y así el sector (ya que aún no era comuna) pasó a llamarse Villa Alemana.[cita requerida] Esta es la versión más respaldada en los libros. La diferencia en la cantidad de parcelas compradas por alemanes e italianos fue mínima, por eso hasta el día de hoy existe una gran influencia italiana. Dentro de las familias más preocupadas por el desarrollo del local se encuentra la familia Composto, destacando al patriarca don Domingo Composto y su hijo don Ítalo Composto, a los cuales se les debe mucho de lo que es la comuna hasta la actualidad.[cita requerida]

## Historia
La comuna de Villa Alemana nació al amparo del ferrocarril, en los albores del desarrollo ferroviario chileno. Su clima templado es tan benigno que el entonces alcalde, Don Ítalo Composto Scarpati, con objetivo de promover el turismo, creó el lema de la comuna Por su clima, la juventud no teme a la vejez. La vejez en Villa Alemana vive en eterna juventud.[cita requerida]
Villa Alemana antes de ser nombrada de esta forma era nada más que campos. Había una pequeña viña, muchos árboles y flores y lo que predominaba era el espino. Por donde se ubica hoy el Teatro Pompeya se ofrecieron a 20 centavos el metro de terreno. Y ahí fue donde Don Buenaventura Joglar tuvo la idea de comprar tierras y formar una población la cual nombró como Villa Alemana, ya fueron los alemanes los primeros en comprar estos sitios. Sin embargo, muchos de ellos no edificaron ni vivieron aquí, la mayoría vendió y se fue.[cita requerida]
El 8 de noviembre de 1894, se fundó con el nombre de Viña Miraflores. El predio era propiedad de Don Buenaventura Joglar, quien lo loteó y fijó el nombre de Villa Alemana.

### Formación de Villa Alemana

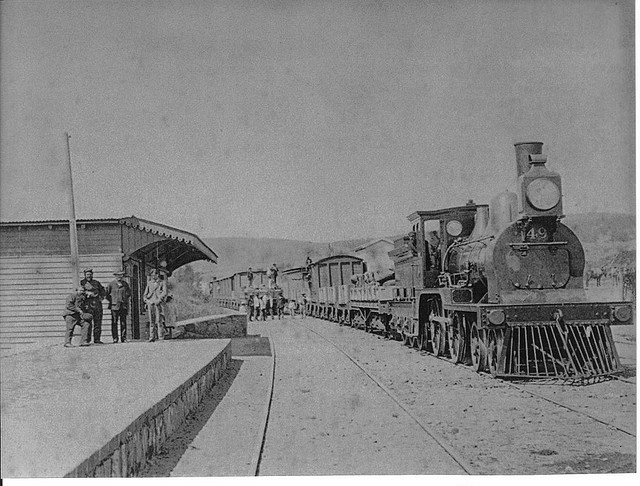
Tren en la Estación Villa Alemana en 1880

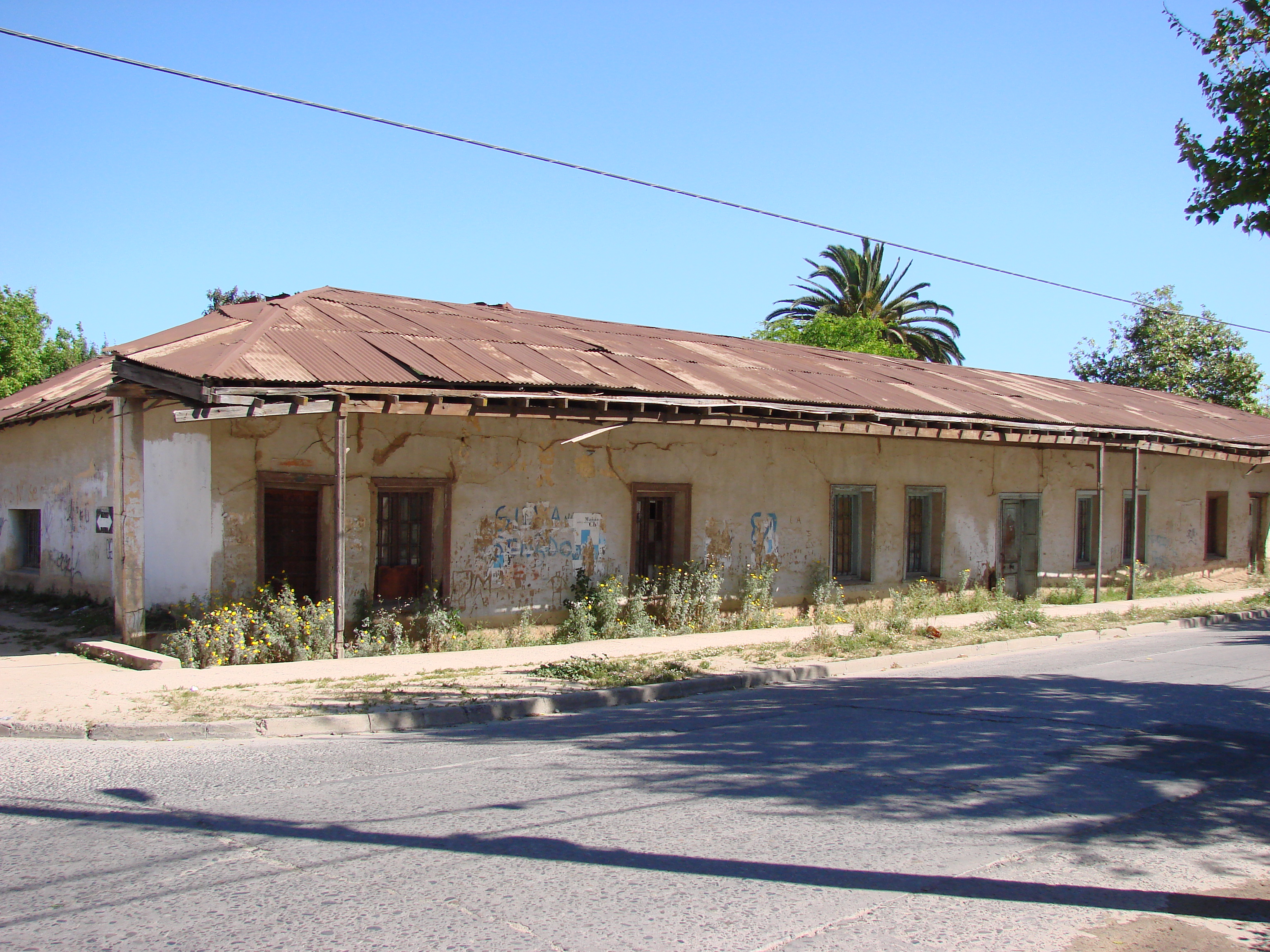
Casas en los alrededores de la Estación Peñablanca

En la formación de la comuna de Villa Alemana, la estación de Peñablanca juega un rol importante, considerándose la cuna de la comuna. Actualmente, Peñablanca es vista como un polo urbano separado de Villa Alemana, aunque la posibilidad de que se convierta en una comuna independiente es poco probable, ya que no cumple con las condiciones socioeconómicas requeridas.[cita requerida]
El 14 de septiembre de 1863 se construye la «Estación de Peña Blanca». Para don Basilio Arratia, conductor del tren conocido como «de la leche» o «Arratia» por su puntualidad, la estación de Peña Blanca fue su meta y control. En 1882, comenzaron a aparecer casas de adobe con techos de paja en los alrededores de la estación.[cita requerida]
En 1883, la «Viña Miraflores», una viña ubicada en Peña Blanca, pertenecía al ciudadano italiano Nicanor Ramón Lombardi, pero fue comprada posteriormente por don Buenaventura Joglar. Dos años más tarde, en 1885, el gobierno reconoce a Peña Blanca como un distrito dependiente del antiguo departamento de Limache.[cita requerida]
En 1891, se inició la construcción de un paradero de tren en Villa Alemana, gracias a la cesión de 4 hectáreas de terreno por parte de don Buenaventura Joglar. Al mismo tiempo, en 1893, don Pedro Dupré formó la población «Alto de Villa Alemana» en el lado sur del camino real de Valparaíso a Limache.[cita requerida]
Entre 1894 y los años siguientes, el ingeniero Liborio Brieva parceló las tierras de la zona, confeccionando planos por encargo de don Buenaventura Joglar. Estas parcelas fueron vendidas en Valparaíso a ciudadanos alemanes como Albert Schele Knorre, Reinaldo Tillman y Oscar Schuller. Debido a que la mayoría de los compradores eran de origen alemán, se decidió nombrar la comuna como «Villa Alemana». El 8 de noviembre de ese año, se fundó oficialmente con el nombre de Viña Miraflores, en el predio de Buenaventura Joglar.
El 16 de octubre de 1907, de un ataque cardíaco muere don Buenaventura Joglar Amandi, a la edad de 62 años. En ese mismo año Nicolás Lasnibat Barbaruz, natural de las zonas eslavas del sur de Europa que posteriormente crearon Yugoslavia, funda la población «Lasnibat».[cita requerida]
El 5 de enero de 1918 se crea la comuna de Villa Alemana, pero el 30 de diciembre de 1927 es incorporada a Quilpué según el DFL número 8583, que establece la división político-administrativa de Chile en provincias, departamentos y territorios. El 7 de julio de 1933, Villa Alemana se separa definitivamente de la comuna de Quilpué, creándose así la comuna de Villa Alemana con la ley 5189.

## Geografía

### Ubicación
La comuna de Villa Alemana se encuentra en la zona central de Chile, en el Área Metropolitana Porteña, en las coordenadas 33°02′53.6″S 71°22′22.4″O / -33.048222, -71.372889, al este del océano pacífico e inmersa en la parte occidental de la cordillera de la costa.
La ciudad posee una latitud similar a otras ciudades chilenas como Quilpué, con la que se encuentra conurbada; y Valparaíso, capital regional. También se encuentra al noroeste de la capital nacional, Santiago, específicamente a una distancia de 81 kilómetros en línea recta.
El horario de la comuna de Villa Alemana es regido por la hora oficial de Chile ―UTC-3 en verano y UTC-4 en invierno―.
Comunas limítrofes con Villa Alemana:
|                | Norte: Limache |               |
| Oeste: Quilpué |                | Este: Limache |
|                | Sur: Quilpué   |               |

### Geomorfología
La comuna de Villa Alemana se encuentra emplazada en las unidades geomorfológicas de Llanos de sedimentación fluvial o aluvional y Cordillera de la costa; esta asentada en la cuenca Quilpué-Villa Alemana, al occidente del cerro La Campana junto con la ciudad de Quilpué.

### Clima
De norte a sur y de este a oeste, muchas voces anhelantes claman por ti. No eres ni manantial de dicha ni escondite de oro de piratas, pero hay en ti algo que vale más que todo junto. Un clima que es fuente perenne de salud y para el que reclamo el verso y la canción de todos los poetas de la tierra.
Belarmino torres

Presenta según la clasificación climática de Köppen clima mediterráneo de lluvia invernal (Csb), esto implica lluvias invernales y una estación seca prolongada en verano, a ello se debe que a menudo se diga que la comuna posee un clima "muy benigno". La ciudad suele recibir parte de los estratos costeros que frecuentemente tienen las ciudades más cercanas al mar, pero de una manera más atenuada y que disipan rápidamente. Posee una temperatura media de alrededor de los 14 °C. Durante la temporada estival las máximas oscilan generalmente entre los 25 y 30 °C, presentándose en algunos casos días calurosos en donde los termómetros pueden dispararse hasta más de los 35 °C. En invierno la temperatura es fresca y ocasionalmente los termómetros pueden situarse cerca de los 0 °C al amanecer. Las precipitaciones se concentran en los meses invernales con un promedio anual de aproximadamente 350 mm.
| Parámetros climáticos promedio de Población Prat, Villa Alemana (1951-1952) | Parámetros climáticos promedio de Población Prat, Villa Alemana (1951-1952) | Parámetros climáticos promedio de Población Prat, Villa Alemana (1951-1952) | Parámetros climáticos promedio de Población Prat, Villa Alemana (1951-1952) | Parámetros climáticos promedio de Población Prat, Villa Alemana (1951-1952) | Parámetros climáticos promedio de Población Prat, Villa Alemana (1951-1952) | Parámetros climáticos promedio de Población Prat, Villa Alemana (1951-1952) | Parámetros climáticos promedio de Población Prat, Villa Alemana (1951-1952) | Parámetros climáticos promedio de Población Prat, Villa Alemana (1951-1952) | Parámetros climáticos promedio de Población Prat, Villa Alemana (1951-1952) | Parámetros climáticos promedio de Población Prat, Villa Alemana (1951-1952) | Parámetros climáticos promedio de Población Prat, Villa Alemana (1951-1952) | Parámetros climáticos promedio de Población Prat, Villa Alemana (1951-1952) | Parámetros climáticos promedio de Población Prat, Villa Alemana (1951-1952) |
| Mes                                                                         | Ene.                                                                        | Feb.                                                                        | Mar.                                                                        | Abr.                                                                        | May.                                                                        | Jun.                                                                        | Jul.                                                                        | Ago.                                                                        | Sep.                                                                        | Oct.                                                                        | Nov.                                                                        | Dic.                                                                        | Anual                                                                       |
| --------------------------------------------------------------------------- | --------------------------------------------------------------------------- | --------------------------------------------------------------------------- | --------------------------------------------------------------------------- | --------------------------------------------------------------------------- | --------------------------------------------------------------------------- | --------------------------------------------------------------------------- | --------------------------------------------------------------------------- | --------------------------------------------------------------------------- | --------------------------------------------------------------------------- | --------------------------------------------------------------------------- | --------------------------------------------------------------------------- | --------------------------------------------------------------------------- | --------------------------------------------------------------------------- |
| Temp. máx. abs. (°C)                                                        | 32.8                                                                        | 33                                                                          | 31.9                                                                        | 30.1                                                                        | 26.4                                                                        | 26.8                                                                        | 23.5                                                                        | 24.2                                                                        | 28.1                                                                        | 29.3                                                                        | 31.8                                                                        | 31.8                                                                        | 29.9                                                                        |
| Temp. media (°C)                                                            | 20.8                                                                        | 19.5                                                                        | 18.1                                                                        | 15.9                                                                        | 13.6                                                                        | 11.2                                                                        | 10.4                                                                        | 10.6                                                                        | 13.9                                                                        | 15.6                                                                        | 17.1                                                                        | 19.2                                                                        | 15.5                                                                        |
| Temp. mín. abs. (°C)                                                        | 10.6                                                                        | 9.4                                                                         | 8.3                                                                         | 5.2                                                                         | 4.4                                                                         | 2.5                                                                         | 0.5                                                                         | 1                                                                           | 6.4                                                                         | 8                                                                           | 9.6                                                                         | 10.2                                                                        | 6.3                                                                         |
| Precipitación total (mm)                                                    | 3                                                                           | 45                                                                          | 5                                                                           | 13                                                                          | 25                                                                          | 120                                                                         | 33                                                                          | 145                                                                         | 30                                                                          | 24                                                                          | 3                                                                           | 2                                                                           | 448                                                                         |
| Días de precipitaciones (≥ 1 mm)                                            | 2                                                                           | 3                                                                           | 1                                                                           | 3                                                                           | 5                                                                           | 7                                                                           | 4                                                                           | 10                                                                          | 5                                                                           | 3                                                                           | 2                                                                           | 1                                                                           | 46                                                                          |
| Humedad relativa (%)                                                        | 66                                                                          | 70                                                                          | 72                                                                          | 74                                                                          | 78                                                                          | 85                                                                          | 85                                                                          | 81                                                                          | 82                                                                          | 78                                                                          | 69                                                                          | 68                                                                          | 75.6                                                                        |
| Fuente: Física Solar y Climatología de Villa Alemana 14 de mayo de 2025     |                                                                             |                                                                             |                                                                             |                                                                             |                                                                             |                                                                             |                                                                             |                                                                             |                                                                             |                                                                             |                                                                             |                                                                             |                                                                             |

### Hidrografía

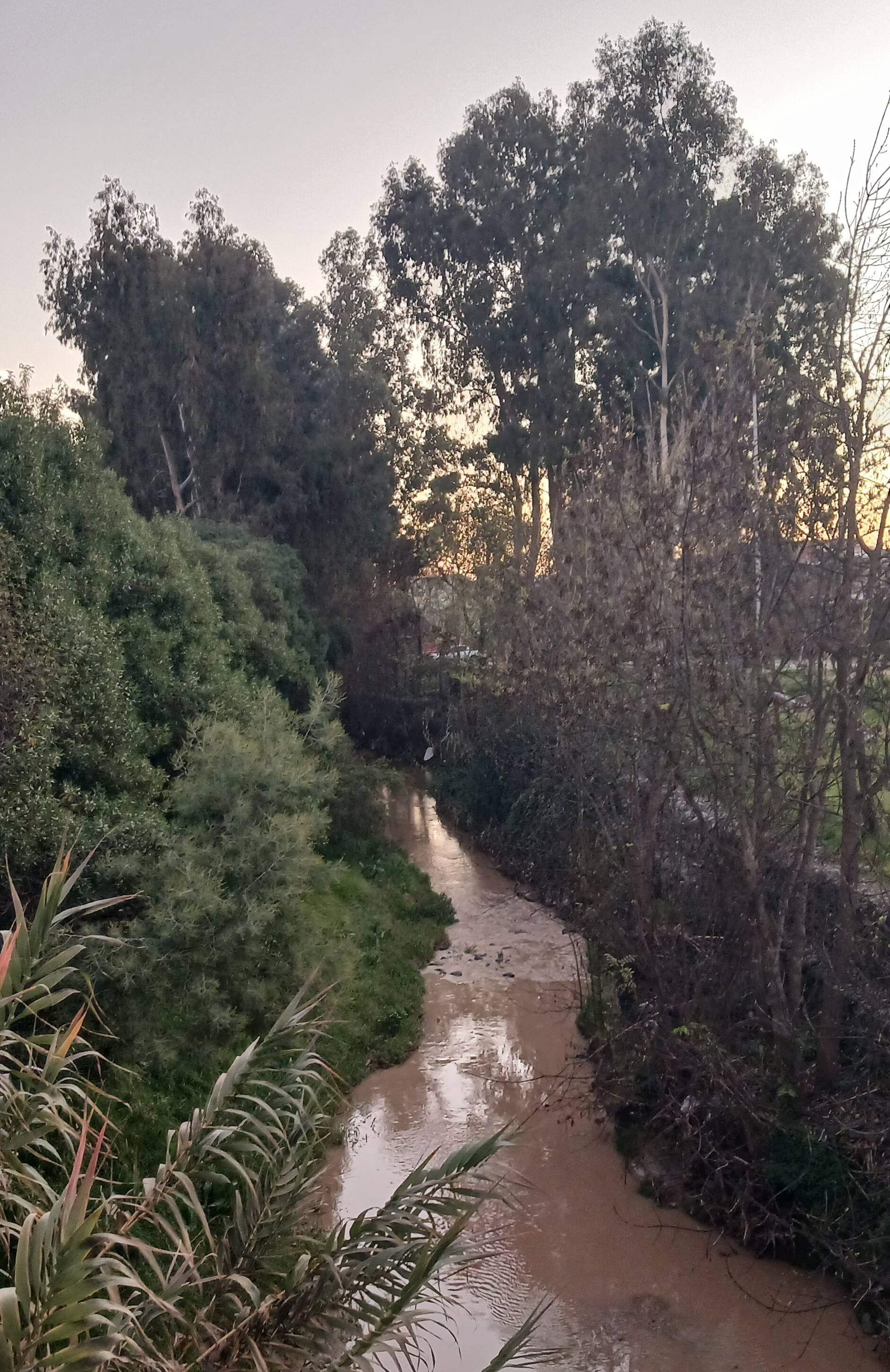
Estero Quilpué en Villa Alemana durante julio.

La comuna además se halla entre las cuencas hidrográficas costeras, entre el río Aconcagua y el río Maipo, y al sur de esta se encuentra el Embalse los Leones.
El área urbana de la ciudad está cruzada por el Estero de Quilpué y tiene afluentes como el estero Lo Godoy, el estero Pejerreyes, el estero Huanhualí y el estero Ojos de Agua que atraviesan la ciudad de Oriente a Poniente. 
El Estero Quilpué, que ha sido declarado humedal urbano, tiene su nacimiento en el sector de La Rinconada, recibiendo tributarios de régimen intermitente.
En sectores rurales como El Patagual o Quebrada Escobares destaca el Estero Aranda, que tiene entre sus tributarios quebradas de régimen intermitente y desemboca en el Estero Limache, que posteriormente se incorpora al Embalse los Aromos.
Los esteros que atraviesan la ciudad, en orden de norte a sur, son: el Estero Viñas Fundo El Bosque, el Estero Pejerreyes, el Estero Quilpué, el Estero lo Godoy, el Estero Parcelas de Peñablanca, el Estero Troncos Viejos-Huanhualí, el Estero Huanhualí, el Estero Dupre, el Estero Palmilla-Prat, el Estero Ojos de Agua, el Estero Cementerio y el Estero el Peumo.

## Medio ambiente

### Componentes bióticos

Trazado simplificado de los ecosistemas y cuerpos de agua presentes en la comuna de Villa Alemana.

Dentro del territorio de la comuna se pueden hallar los siguientes ecosistemas:
- Bosque esclerófilo mediterráneo costero donde predominan Cryptocarya alba y Peumus boldus (Vulnerable)
- Bosque esclerófilo mediterráneo costero donde predominan Lithrea caustica y Cryptocarya alba (Casi amenazado)

### Medidas de protección ambiental y conflictos socioambientales
Hasta 2022, la comuna de Villa Alemana cuenta con las siguientes zonas que poseen algún nivel de protección ambiental:
- Ecoreserva Los Pavos Reales (Iniciativa de Conservación Privada)[33]
- Humedal Estero Lo Godoy y Estero Pejerreyes (Humedal urbano)[34]
- Humedal Estero Quilpué (Humedal urbano)[35]
- La Campana - Peñuelas (Reserva Biósfera)[36]
- Los Perales - Estero Los Coligues - Cerro Tres Pu* (Sitios ERB)[37]

### Flora
La vegetación nativa ha experimentado una fuerte intervención y retroceso, especialmente en el área urbana. La presencia más significativa se encuentra en los lomajes del cordón montañoso costero, especialmente en Quebrada Escobares Sur. Las especies más representativas corresponden a matorral esclerófilo y/o bosque secundario, destacándose las especies boldo, litre, quillay, belloto; ubicadas en su mayoría en fondos de quebradas. En terrenos más planos de praderas naturales sobresale el espino.

## Demografía
La comuna, según los datos recogidos por el censo de 2024, posee un total de 139 571 habitantes, de los cuales 65 629 son hombres y 73 942 son mujeres, prácticamente la totalidad de la población se encuentra en el área urbana, parte de la conurbación del Gran Valparaíso, mientras que la menor parte se encuentra distribuida en los sectores rurales como Quebrada Escobares y El Patagual. Presenta un índice de envejecimiento 9 puntos mayor que el del resto del país, de 88 adultos mayores por cada 100 habitantes menores de 15 años. La edad media es de 38,9 años.
| Gráfica de evolución demográfica de Villa Alemana entre 1920 y 2024                                                                                             |
| |
| En 1930 Villa Alemana formaba parte de la comuna de Quilpué, la población se extrajo de la suma de habitantes entre los pueblos de Villa Alemana y Peña Blanca. |

Durante 1982 la comuna contaba con más de 55 000 habitantes y diez años después superaba los 70 000 habitantes. En 2002 se acercaba a los 100 000 habitantes y, actualmente, su crecimiento inmobiliario ha impulsado su desarrollo poblacional, por lo que ya supera los 135 000 pobladores. La variación poblacional entre 2017 y 2024, en la comuna, fue de un 10,3 %, superando la media regional que fue de un 4,4 %.
Los datos de la pirámide de población de 2024 se pueden resumir así:
- La población menor de 20 años es el 24,04 % del total.
- La comprendida entre 20-40 años es el 29,25 %.
- La comprendida entre 40-60 años es el 25,08 %.
- La mayor de 60 años es el 21,62 %.

El nivel de pobreza de personas no indigentes es de 20 570 habitantes, correspondientes a un 19,50 % y el de indigentes 4578, equivalente al 4,34 % de la población total, de acuerdo a cuadros estadísticos del año 2003.
La comuna contaba durante 2022 con una tasa de natalidad de 7,9 y una tasa de fecundidad de 1,1, ambas cifras inferiores a las tasas regionales de natalidad y fecundidad (9 y 1,3 respectivamente). Por otro lado, la tasa de mortalidad en la comuna fue de 7,8 y la tasa de mortalidad infantil de 5,3, mostrando una mejoría respecto a las medias regionales, que fueron de 8,3 y 6 respectivamente. El índice de adultos mayores durante 2024 fue de 88.9, aproximadamente 24 puntos mayor que en 2017.
La comuna cuenta con una densidad poblacional de 1438,88 hab./km².

### Religión

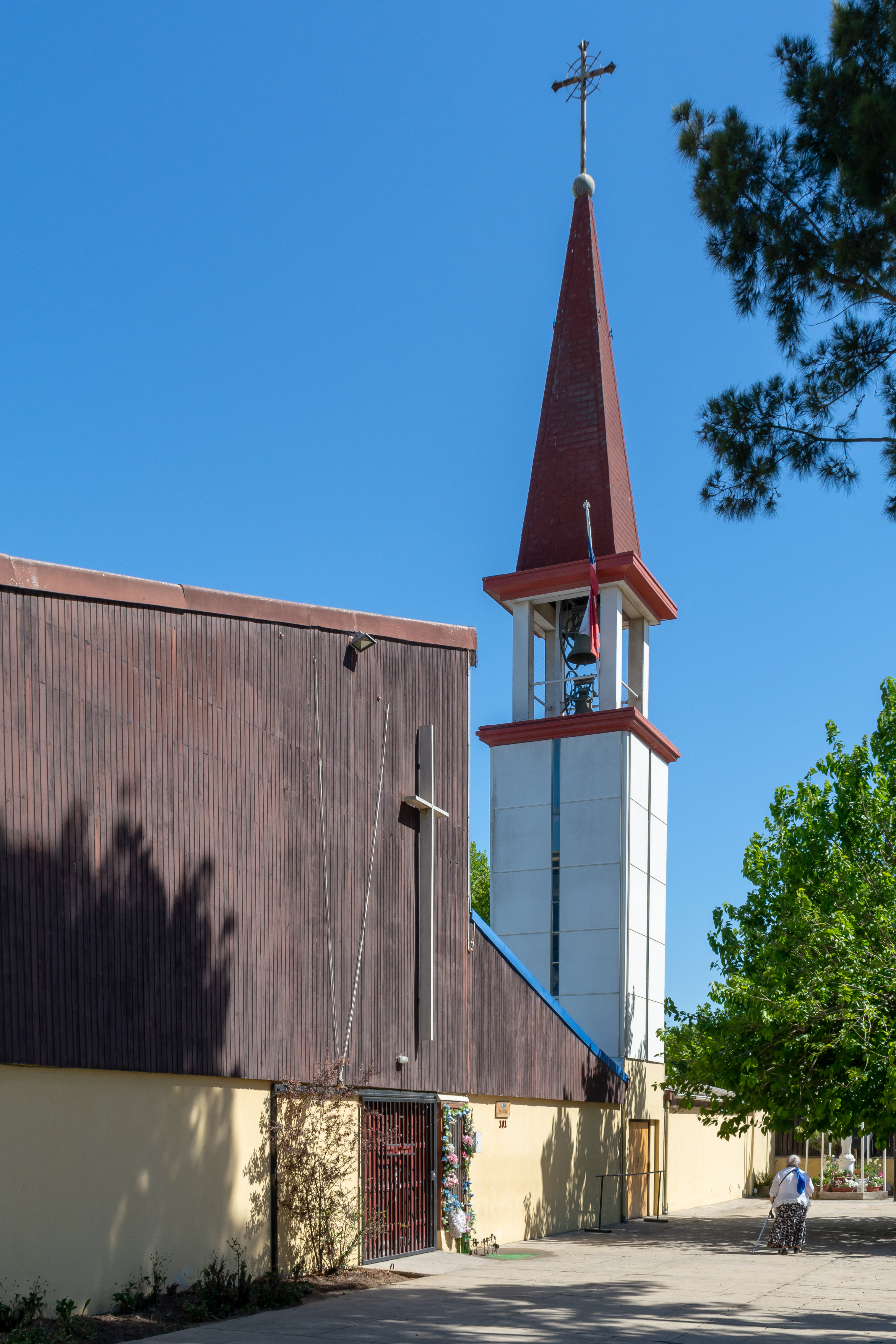
Parroquia San Felipe Neri

Villa Alemana es una comuna mayoritariamente católica, bajo la jurisdicción de la diócesis de Valparaíso, cuyo Obispo es el monseñor Jorge Vega; la diócesis a su vez forma parte de la arquidiócesis de Santiago de Chile, a cargo del monseñor Fernando Chomali. La comuna cuenta con 3 parroquias (una de ellas creada junto con el obispado el 18 de octubre de 1925), las que forman parte, junto con las parroquias en Quilpué, del Decanato Santa María del Marga Marga. Estas son: La Parroquia San Felipe Neri, ubicada en el centro de la ciudad; la Parroquia San Nicolás de Bari, ubicada en el sector sur; y la Parroquia La Asunción, en Peñablanca.
Según el censo de 2024, 55 572 villalemaninos mayores de 15 años se identifican como católicos, seguidos de 39 847 identificados como irreligiosos y 12 890 evangélicos. Estas cifran corresponden al 48,3 %, 34,6 % y 11,2 % de las confesiones respectivamente. Otros credos destacables fueron el mormonismo con 1 576 adeptos (1,4 %) y los testigos de Jehová con 1 506 (1,3 %). Otras denominaciones religiosas como el islam, el judaísmo, la iglesia ortodoxa y el budismo constituyeron cada una el credo de aproximadamente el 0,1 % de la población encuestada. 2 635 o 2,3 % se identificaron como pertenecientes a otra religión o credo, diferente de los anteriormente mencionadas, mientras que 548 (0,5 %) personas decidieron no declararse.

### Migración
Se puede constatar que, desde sus inicios, la comuna fue constituida por pobladores provenientes de variedad de parajes, mayoritariamente de Europa. Belarmino Torres, en su libro Historia de Villa Alemana, da cuenta de como poco después de su fundación —por un asturiano proveniente de España— el nombre de la ciudad hubo de decidirse por una comunidad de alemanes que se establecieron en el sector junto con un francés; también menciona la llegada del yugoslavo Nicolás Lasnibat Barbaruz a quien la comuna debe el nombre de la población «Lasnibat». Es posible además corroborar la llegada de la Colonia Italiana a Villa Alemana durante algún periodo cercano a su fundación y del italiano don Domingo Composto, una de las primeras autoridades de la comuna. Además de estos grupos también llegaron suizos, griegos, rusos y húngaros que, según se dice, acabaron superando la influencia cultural alemana.
| Puesto | País o continente de nacimiento             | N.º de personas | %      |
| ------ | ------------------------------------------- | --------------- | ------ |
| 1      | Venezuela                                   | 2 194           | 46,5 % |
| 2      | Argentina                                   | 697             | 14,8 % |
| 3      | Colombia                                    | 423             | 9 %    |
| 4      | Europa                                      | 340             | 7,2 %  |
| 5      | Perú                                        | 294             | 6,2 %  |
| 6      | Otros países de América del Sur             | 280             | 5,9 %  |
| 7      | Otros países de América Central y El Caribe | 128             | 2,7 %  |
| 8      | América del Norte                           | 102             | 2,2 %  |
| 9      | Bolivia                                     | 92              | 1,9 %  |
| 10     | Haití                                       | 88              | 1,9 %  |
| 11     | Asia                                        | 57              | 1,2 %  |
| 12     | País de nacimiento no declarado             | 5               | 0,1 %  |

Dentro de la comuna 4 719 personas nacieron fuera del país, lo que representa un 3,4 % del total de la población, esta cifra es menor a la media regional (5,3 %) y nacional (8,7 %). De estos inmigrantes, la gran mayoría son provenientes de Venezuela y constituyen el 1,6 % de la población total de la comuna, es decir, 2 194 personas, los siguientes países latinoamericanos desde dónde más individuos han llegado a Villa Alemana son Argentina, con 697 (0,5 %) personas; Colombia, con 423 (0,3 %) personas; Perú, con 294 (0,2 %) personas; Bolivia, con 92 (0,1 %) personas; y Haití, con 88 (0,1 %) personas. Mientras tanto, de los inmigrantes que viven en Villa Alemana, un total de 340 ha nacido en Europa, 102 en Norteamérica y 57 en Asia. Estas cifras equivalen al 0,24 %, 0,07 % y 0,04 % de la población comunal respectivamente.

Durante 2017, el entonces alcalde, José Sabat, consiguió traer a la comuna 7 familias compuestas por 33 refugiados de la guerra civil siria, los que fueron acogidos por la municipalidad, sin embargo, no hay registro de su permanencia en la comuna.

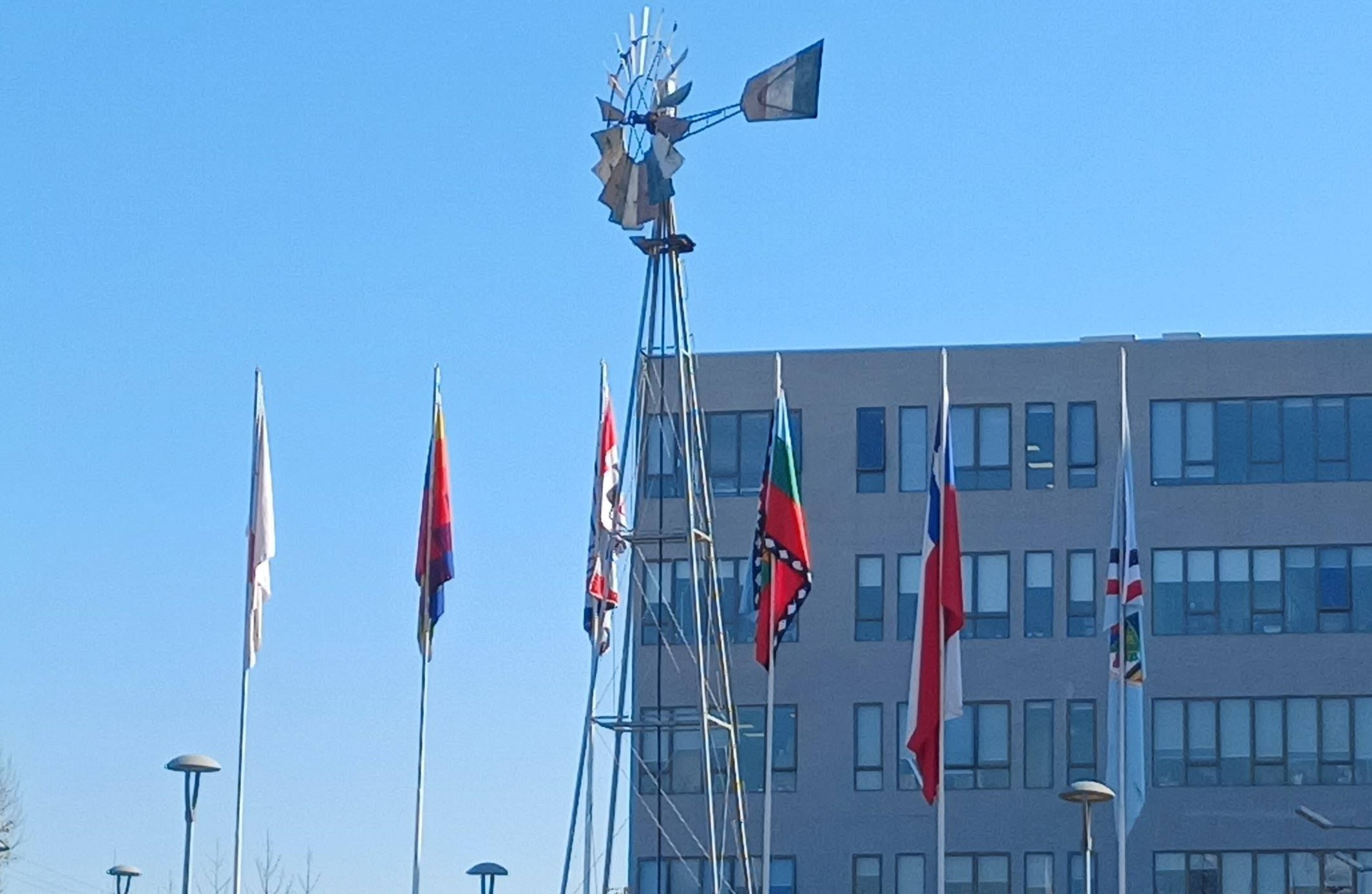
Banderas edificio consistorial, día de los pueblos originarios.

### Composición étnica
En la actualidad el INE ofrece mediante el censo la cantidad de población de la comuna que es o se considera perteneciente a un pueblo originario. En 2024, 7 314 (5,2 %) villalemaninos entraron dentro de esta categoría, de estos, 5 595 (76,5 %) se declararon mapuches, 846 (11,6 %) diaguitas, 422 (5,8 %) aimaras y los demás se distribuyeron entre atacameño o lickanantay, quechua y colla, 17 personas prefirieron no declarar específicamente su pueblo y 121 personas pertenecieron a un pueblo diferente a los anteriormente mencionados. Cabe resaltar que los primeros pobladores de lo que hoy es Villa Alemana fueron los picunches, lo que se puede ver reflejado en la preponderancia, en cantidad, que existe dentro de la comuna del pueblo mapuche respecto a los otros pueblos originarios.

## Administración

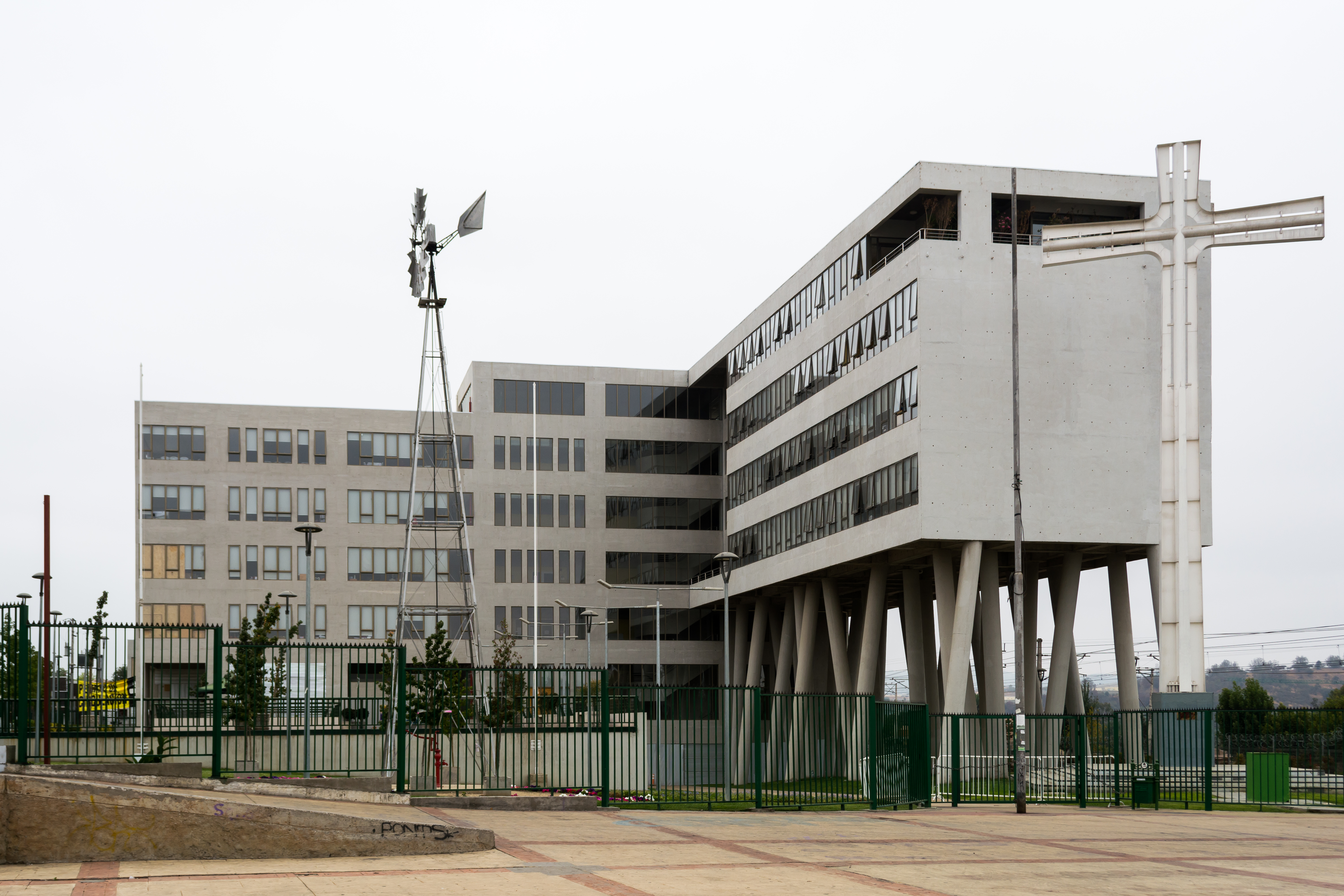
Edificio Consistorial de Villa Alemana.

### Municipalidad
| Periodo   | Nombre                    | Partido | Partido                             |
| --------- | ------------------------- | ------- | ----------------------------------- |
| 1992-1996 | Ramón García Gómez        |         | Partido Demócrata Cristiano (PDC)   |
| 1996-2000 | Ramón García Gómez        |         | Partido Demócrata Cristiano (PDC)   |
| 2000-2004 | Raúl Bustamante Bertoglio |         | Independiente                       |
| 2004-2008 | Raúl Bustamante Bertoglio |         | Unión Demócrata Independiente (UDI) |
| 2008-2012 | José Sabat Marcos         |         | Independiente                       |
| 2012-2016 | José Sabat Marcos         |         | Independiente                       |
| 2016-2020 | José Sabat Marcos         |         | Independiente                       |
| 2020-2024 | Javiera Toledo Muñoz      |         | Independiente                       |
| 2024-act. | Nelson Estay Molina       |         | Independiente                       |

La Ilustre Municipalidad de Villa Alemana es dirigida por el alcalde Nelson Estay Molina (Ind./RN) para el periodo 2024-2028. En tanto, el Concejo Municipal, cuya función es fiscalizadora, normativa y resolutiva, está conformado por:
| Nombre                      | Partido | Partido                             | [ Nota 4 ] [ 55 ] |
| --------------------------- | ------- | ----------------------------------- | ----------------- |
| Alejandro Gazmuri Sanhueza  |         | Partido Republicano de Chile (PRCh) |                   |
| Jeannette Lizana Díaz       |         | Partido Republicano de Chile (PRCh) |                   |
| Daniel Erraz Levaggi        |         | Partido Republicano de Chile (PRCh) |                   |
| Roberto Morgado Oyarzún     |         | Renovación Nacional (RN)            |                   |
| Marcelo Góngora Carvajal    |         | Partido Demócrata Cristiano (PDC)   |                   |
| Ignacio Navarro Moyano      |         | Partido Comunista de Chile (PCCh)   |                   |
| Guillermo Barra Arancibia   |         | Partido Popular (PP)                |                   |
| Fernanda Ternicier Andrades |         | Independiente                       |                   |

| Partido político                    | 2024 | 2024   | 2024       | 2021  | 2021   | 2021       | 2016  | 2016  | 2016       | 2012  | 2012  | 2012       | 2008  | 2008  | 2008       | 2004  | 2004  | 2004       |
| Partido político                    | %    | Votos  | Concejales | %     | Votos  | Concejales | %     | Votos | Concejales | %     | Votos | Concejales | %     | Votos | Concejales | %     | Votos | Concejales |
| Independiente                       | 29,3 | 28 022 | 1          | 43,58 | 18 086 | 4          | 25,45 | 7 413 | 1          | 20,27 | 6 132 | 0          | 11,41 | 4 616 | 1          | 18,34 | 7 107 | 1          |
| Partido Republicano de Chile (PRCh) | 17,3 | 16 549 | 3          | 3,4   | 1 413  | 0          | —     | —     | —          | —     | —     | —          | —     | —     | —          | —     | —     | —          |
| Renovación Nacional (RN)            | 6,8  | 6 504  | 1          | 5,32  | 2 209  | 1          | 8,6   | 2 505 | 1          | 16,34 | 4 944 | 2          | 20,44 | 8 270 | 2          | 16,79 | 6 509 | 1          |
| Partido Comunista de Chile (PCCh)   | 4,92 | 4 708  | 1          | 11,96 | 4 963  | 1          | 6,74  | 1 962 | 1          | 7,46  | 2 258 | 1          | 4,33  | 1 751 | 0          | 3,27  | 1 269 | 0          |
| Partido Popular (PP)                | 2,1  | 2 007  | 1          | —     | —      | —          | —     | —     | —          | —     | —     | —          | —     | —     | —          | —     | —     | —          |
| Partido Demócrata Cristiano (PDC)   | 2    | 1 914  | 1          | 4,86  | 2 015  | 1          | 8,92  | 2 597 | 1          | 8,41  | 2 543 | 1          | 12,15 | 4 914 | 1          | 17,26 | 6 690 | 1          |
| Partido por la Democracia (PPD)     | 0,96 | 914    | 0          | 2,18  | 905    | 0          | 2,82  | 822   | 0          | 5,24  | 1 586 | 1          | 2,27  | 917   | 0          | 4,14  | 1 606 | 0          |
| Partido Radical (PR/PRSD)           | 0,84 | 808    | 0          | 3,68  | 1 526  | 0          | 5,88  | 1 713 | 1          | 5,82  | 1 760 | 0          | 2,2   | 888   | 0          | 3,25  | 1 261 | 0          |
| Partido Socialista (PS)             | 0,83 | 798    | 0          | 1,32  | 546    | 0          | 8,01  | 2 332 | 1          | 7,98  | 2 414 | 1          | 11,75 | 4 753 | 1          | 11,65 | 4 514 | 2          |
| Comunes                             | —    | —      | —          | 4,29  | 1 779  | 1          | —     | —     | —          | —     | —     | —          | —     | —     | —          | —     | —     | —          |
| Unión Demócrata Independiente (UDI) | 0    | 0      | 0          | 1,73  | 717    | 0          | 19,22 | 5 598 | 2          | 11,73 | 3 547 | 1          | 14,08 | 5 694 | 1          | 6,46  | 2 503 | 1          |
| Partido Progresista (PRO)           | —    | —      | —          | 0,69  | 286    | 0          | 0,4   | 117   | 0          | 3,57  | 1 079 | 1          | —     | —     | —          | —     | —     | —          |

### Representación parlamentaria
A nivel parlamentario, la comuna pertenece al Distrito Electoral n.º 6 y a la VI Circunscripción Senatorial (Región de Valparaíso). Es representada en la Cámara de Diputados y Diputadas del Congreso Nacional por los diputados Diego Ibáñez (CS), Francisca Bello (CS), Nelson Venegas (PS), Carolina Marzán (PPD), Andrés Longton (RN), Camila Flores (RN), Chiara Barchiesi (PRCh) y Gaspar Rivas (PDG) en el periodo 2022-2026. A su vez es representada en el Senado de Chile por los senadores Francisco Chahuán (RN), Kenneth Pugh (RN), Ricardo Lagos Weber (PPD), Isabel Allende (PS) y Juan Ignacio Latorre (RD).

## Economía
Las características de la comuna de Villa Alemana están explicitadas en el Plan de Desarrollo Comunal que la definen como un área urbana orientada hacia los servicios y también con un claro componente habitacional.[cita requerida]
|                            | 2023             |
| -------------------------- | ---------------- |
| Población de 15 años o más | 110 140          |
| Fuerza de trabajo          | 67 601           |
| Ocupados                   | 62 405 (92,31 %) |
| Desocupados                | 5 195 (7,68 %)   |

| 4593 |

|  |

|  |

|  |

|  |

| 4593 |

|  |

|  |

|  |

|  |

| 850 |

|  |

|  |

|  |

|  |

| 850 |

|  |

|  |

|  |

|  |

| 66 |

|  |

|  |

|  |

|  |

| 66 |

|  |

|  |

|  |

|  |

| 13 |

|  |

|  |

|  |

|  |

| 13 |

|  |

|  |

|  |

|  |

| 4593 |

|  |

|  |

|  |

|  |

| 4593 |

|  |

|  |

|  |

|  |

| 850 |

|  |

|  |

|  |

|  |

| 850 |

|  |

|  |

|  |

|  |

| 66 |

|  |

|  |

|  |

|  |

| 66 |

|  |

|  |

|  |

|  |

| 13 |

|  |

|  |

|  |

|  |

| 13 |

|  |

|  |

|  |

|  |

| 4593 |

|  |

|  |

|  |

|  |

| 4593 |

|  |

|  |

|  |

|  |

| 850 |

|  |

|  |

|  |

|  |

| 850 |

|  |

|  |

|  |

|  |

| 66 |

|  |

|  |

|  |

|  |

| 66 |

|  |

|  |

|  |

|  |

| 13 |

|  |

|  |

|  |

|  |

| 13 |

|  |

|  |

|  |

|  |

| 4593 |

|  |

|  |

|  |

|  |

| 4593 |

|  |

|  |

|  |

|  |

| 850 |

|  |

|  |

|  |

|  |

| 850 |

|  |

|  |

|  |

|  |

| 66 |

|  |

|  |

|  |

|  |

| 66 |

|  |

|  |

|  |

|  |

| 13 |

|  |

|  |

|  |

|  |

| 13 |

|  |

|  |

|  |

|  |

La economía local se especializa en el sector terciario, donde la mayor parte de las unidades económicas corresponden a comercio y servicio; las unidades productivas corresponden a micro y pequeñas empresas, más conocidas como pymes. Esta proporción está ilustrada en el gráfico de barras.
Su clima privilegiado junto con su ordenamiento territorial ha potenciado el desarrollo inmobiliario, que ha favorecido su crecimiento, que es considerado uno de los mayores de la región.[cita requerida]

### Polos comerciales
La I. Municipalidad de Villa Alemana en su programa «Barrios Comerciales Seguros» constata la existencia en la comuna de cinco polos comerciales descentralizados, además del núcleo urbano, donde se realizan actividades económicas comunitarias que son parte del desarrollo local de los barrios de Villa Alemana. Estos polos son los siguientes: Barrio comercial Las Américas, Barrio comercial Moraleda, Barrio comercial Troncos Viejos, Barrio comercial Huanhualí y Barrio comercial Victoria.

### Teatro Pompeya

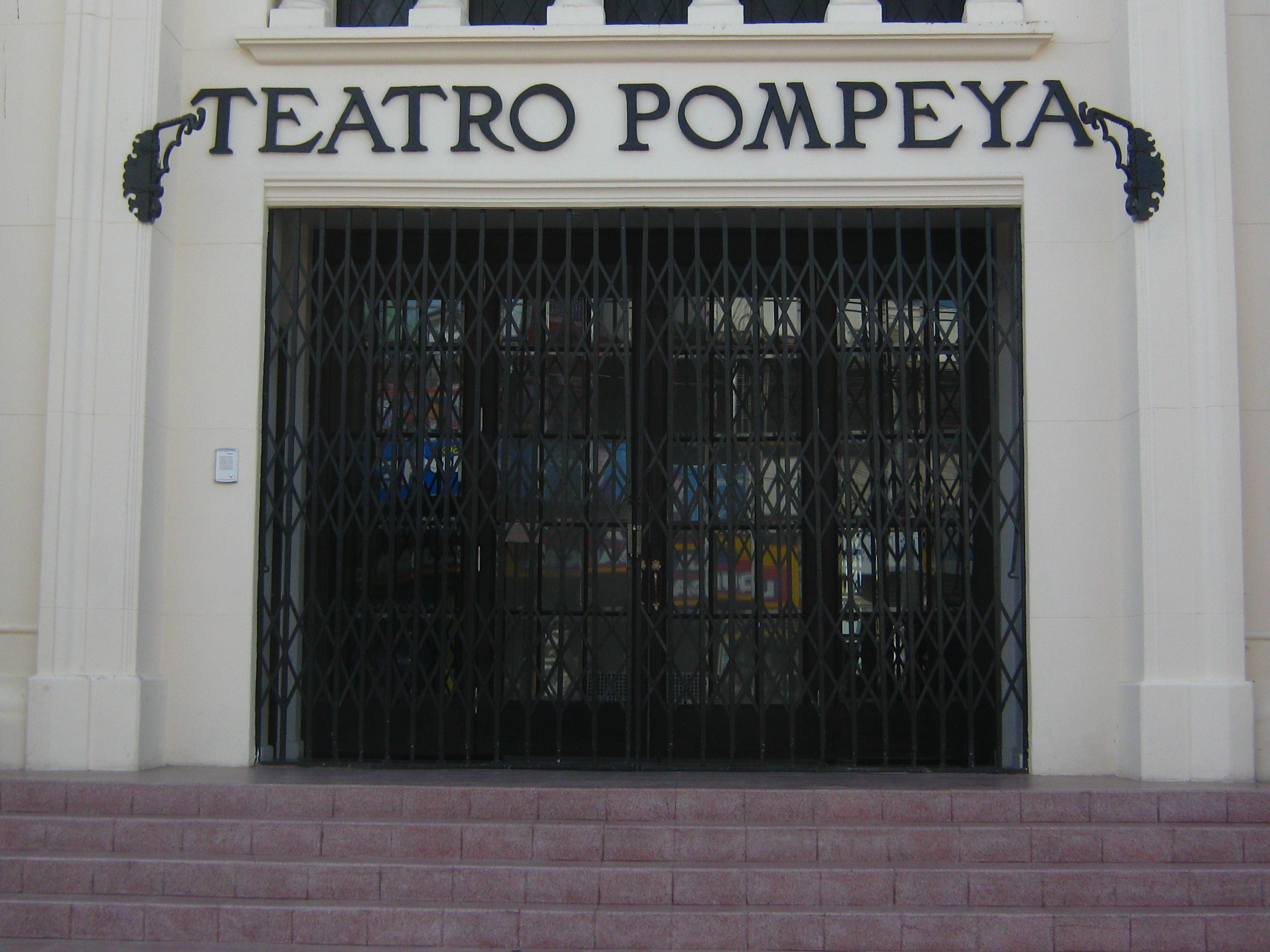
Frontis del Teatro Pompeya.

## Servicios

### Educación
La comuna cuenta con 72 establecimientos educacionales de los cuales 14 son municipales, 51 son particular subvencionado y 7 son de pago. La cantidad de matriculados en 2024 fue de 24 724 personas. Algunos colegios de Villa Alemana son los siguientes:

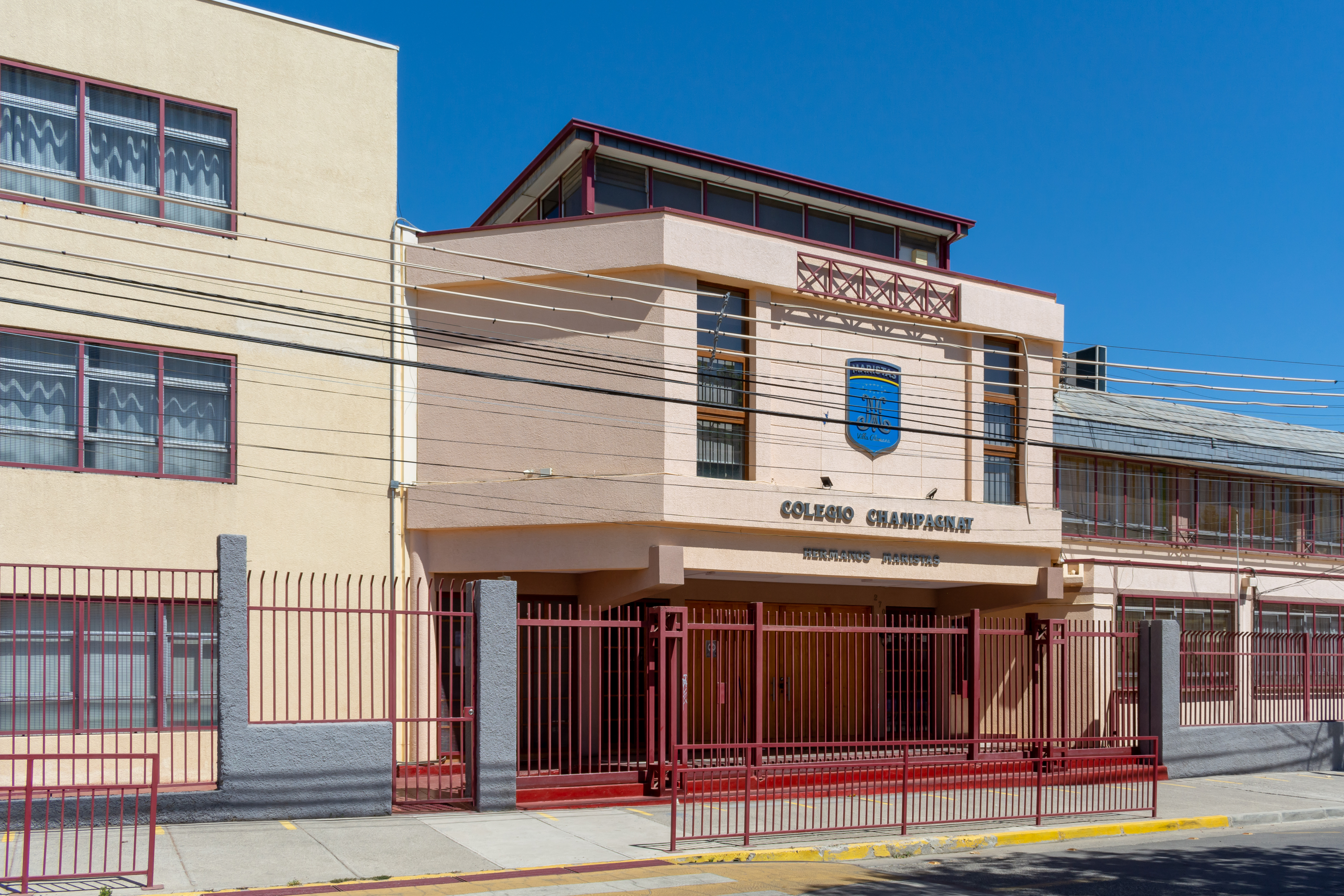
Colegio Champagnat de Villa Alemana, de la Congregación de los Hermanos Maristas.
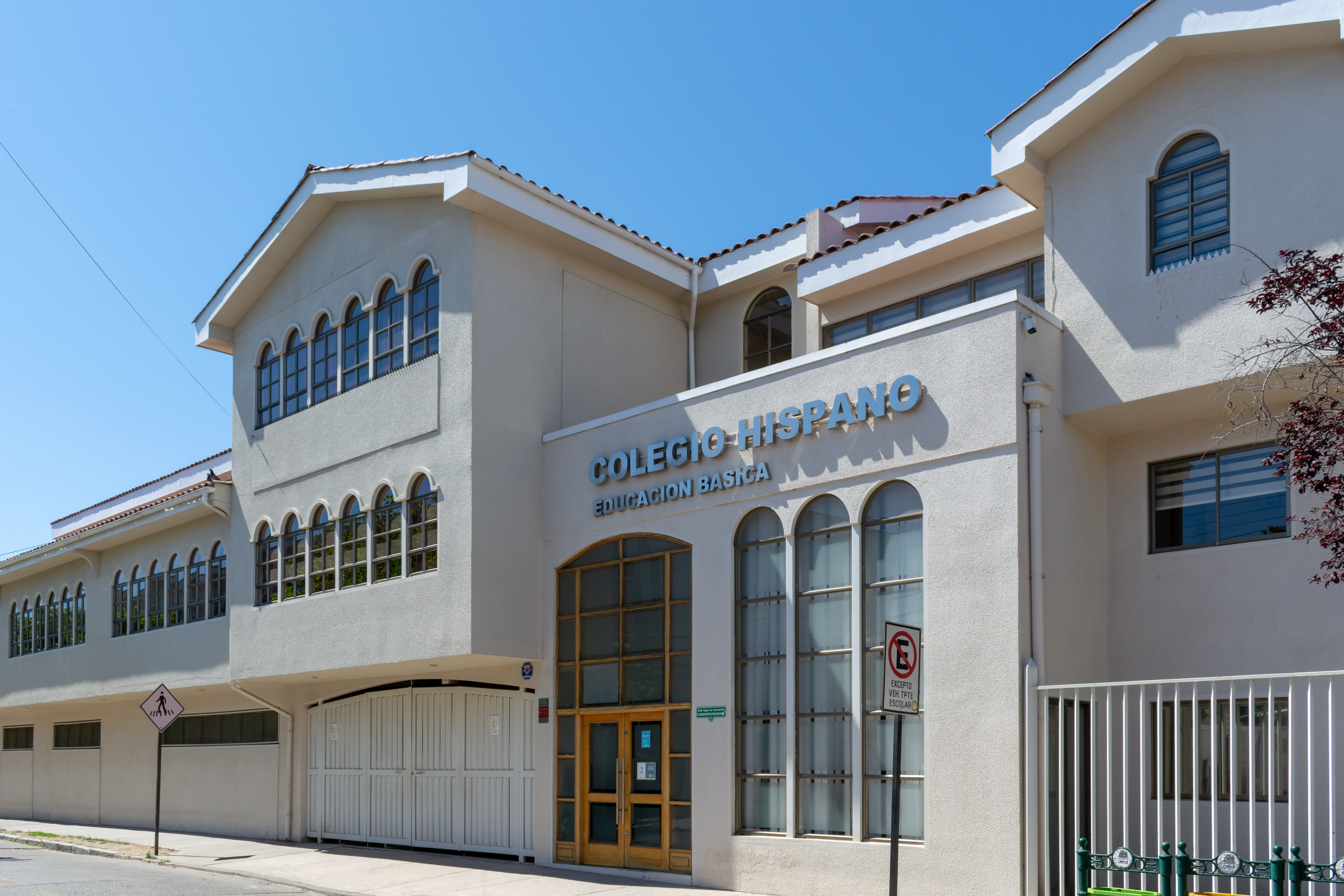
Colegio Hispano de Villa Alemana.
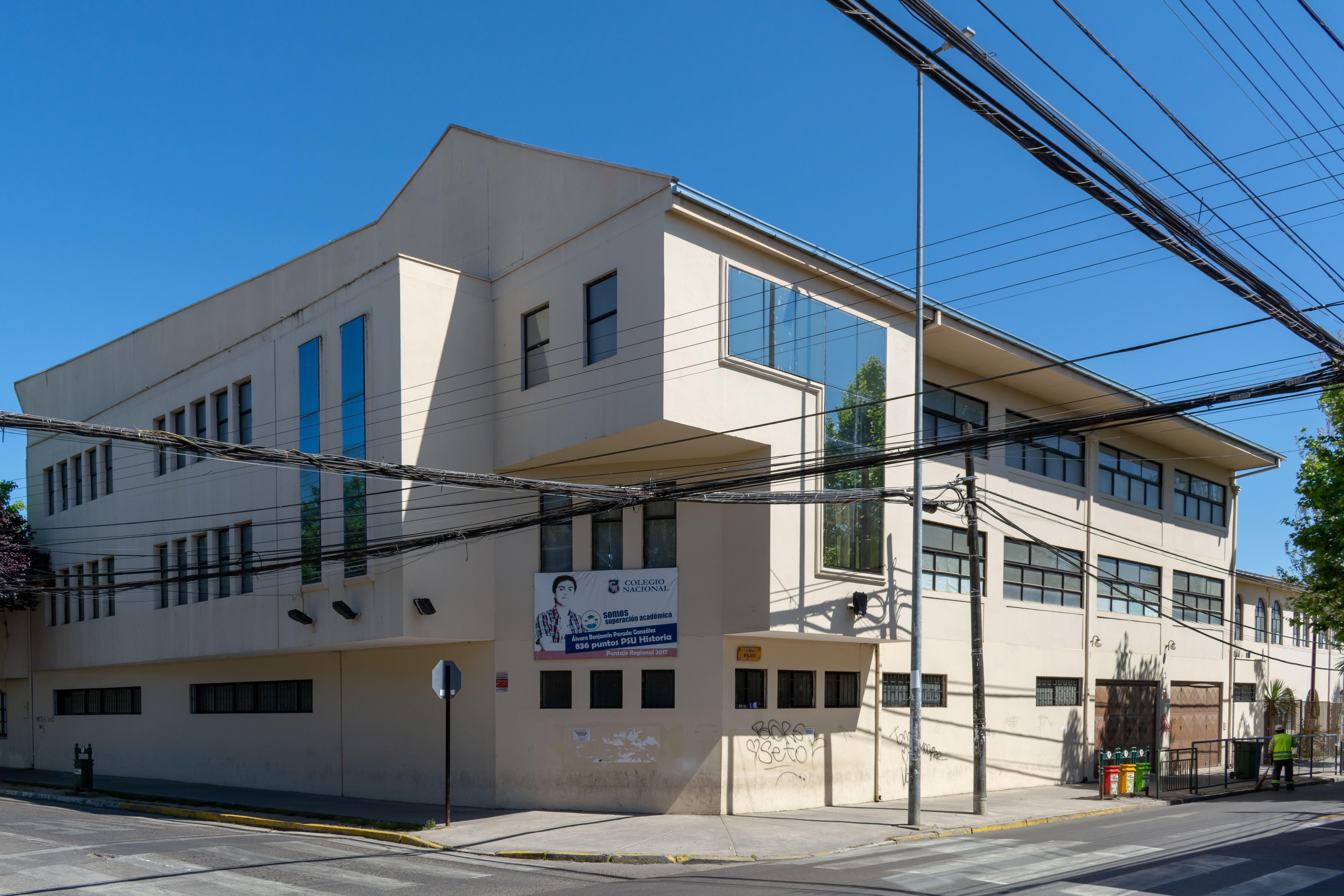
Colegio Nacional de Villa Alemana.

#### Colegio Internado Alemán
El Colegio Alemán es el colegio más antiguo de Villa alemana, su fundación data de octubre de 1918 y, en 1952, gracias a la iniciativa de un grupo de alemanes, se convirtió también en un internado capaz de acoger alumnos provenientes de toda la región de Valparaíso y Chile. En 1972 abrió sus puertas a toda la comunidad admitiendo alumnos externos, venidos de Villa Alemana u otras ciudades aledañas. Es un colegio particular, laico y privado.

### Salud

#### Hospital
El Hospital “Juana Ross” ubicado en Peñablanca, que en sus orígenes fue un sanatorio, pertenece al Servicio de Salud Viña del Mar-Quillota  y fue fundado oficialmente un 4 de febrero de 1912, como asilo para tuberculosos. Fue denominado, el año 1944, por la junta de Beneficencia de Valparaíso, como "Hospital Sanatorio Juana Ross de Edwards" en homenaje a su benefactora Juana Ross, en ese entonces contaba con 39 habitaciones. En la actualidad es de nivel secundario y tiene una dotación de 108 camas.

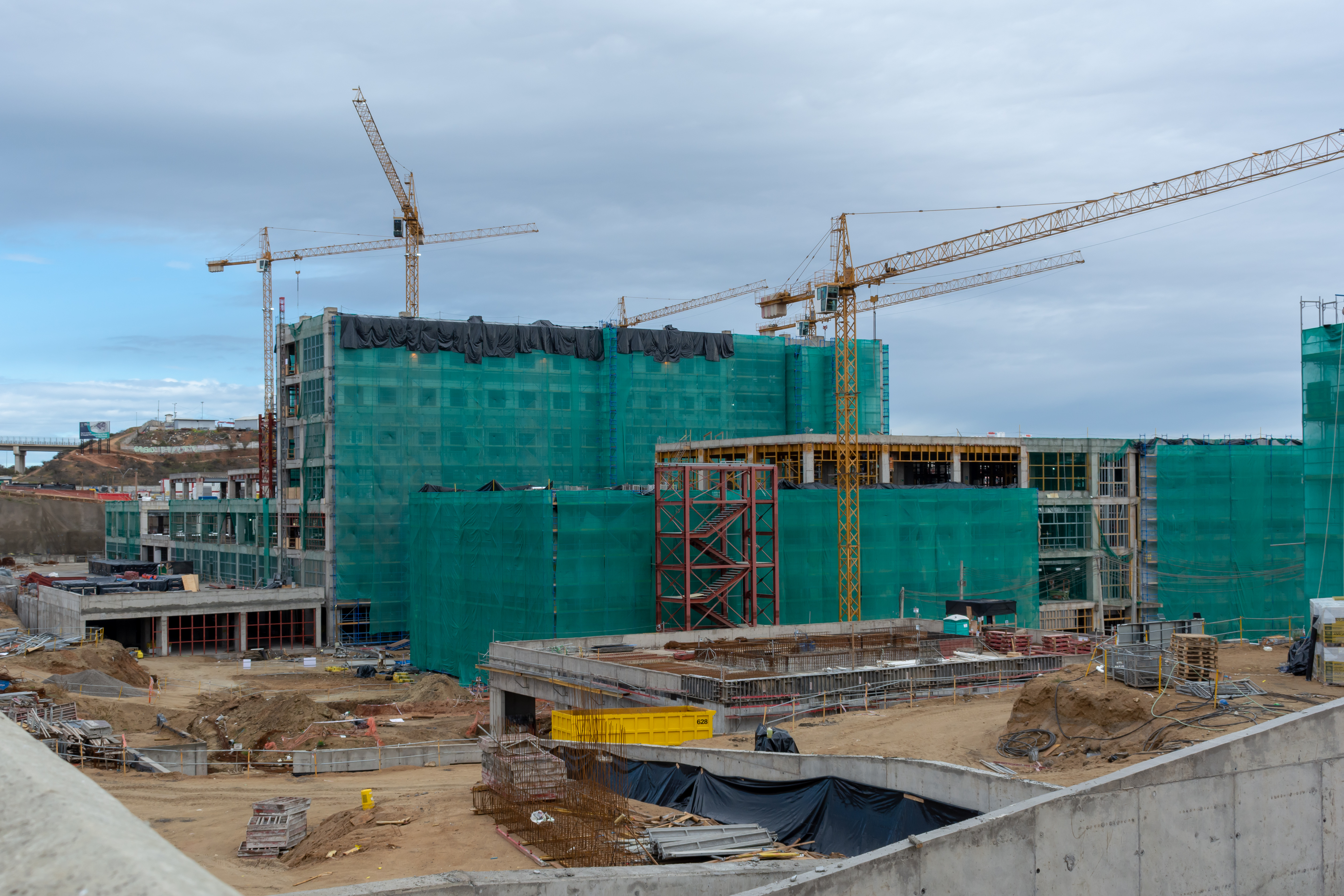
Hospital provincial de Marga Marga en construcción.

El año 2011 fue aprobada la construcción del Hospital provincial de Marga Marga, que se ubicará en las cercanías de la población San José, junto al Troncal Sur y contará con 282 camas, 1 helipuerto y 7 niveles. Consistirá en dos edificios principales, el "Edificio Principal" de Atención cerrada y el "Atención Abierta" de Atención Ambulatoria; además, se tiene prevista la construcción de infraestructuras periféricas entre las que destacan SAMU, multicancha, auditorio, estacionamientos pertinentes y más de mil metros cuadrados de áreas verdes. Con una inversión de 135 millones de euros será el más grande de la Región de Valparaíso y se ubicará entre los más modernos de Chile y Latinoamérica; reemplazará al vigente Hospital de Quilpué y tendrá capacidad para atender a una población aproximada de 500.000 habitantes, provenientes de Villa Alemana, Quilpué, Limache y Olmué.

#### Tres Consultorios municipalizados
- Consultorio Periférico: ubicado en Peñablanca Centro, cubre toda la población del Área Centro y Peña Blanca de la comuna.
- Consultorio Eduardo Freí: ubicado en la Población Rosenquits, cubre toda la población del Área Sur de la Comuna (Poblaciones Rosenquits, Huanhuali, Prat, Peumo, Villa Alemana Serviu Sur).
- Consultorio Juan Bravo Vega: ubicado en la Población Avellanos, cubre todo la población del sector sur poniente de la comuna (Poblaciones Troncos Viejos, Jorge Teillier, Los Algarrobos, R.E. Scarpa).

#### Consultorio de las Fuerzas Armadas
Centro de Atención Primaria de Salud Naval: ubicado en el sector troncal de la comuna y atiende las necesidades del personal activo y en situación de retiro de las Fuerzas Armadas y de Orden.
La Cruz Roja de Villa Alemana, nace un 26 de mayo de 1935. Depende directamente de la Cruz Roja Chilena.

### Seguridad y orden público
Villa Alemana en estos momentos posee 4 Compañías del Cuerpo de Bomberos de Chile, voluntarios de la Filial de Cruz Roja Chilena, Club de Leones, Defensa Civil de Chile, ADRA US&R Búsqueda Rescate Urbano perteneciente a ADRA de la Iglesia Adventista, Radioaficionados, Colegio de Profesores de Chile A.G., Rotary Club, Damas de Amarillo, Damas de Blanco pertenecientes a las iglesias evangélicas, Damas de Canela, Radio Club y  Juntas Vecinales.[cita requerida]
En Villa Alemana se encuentra la 6.ª Comisaría de Carabineros de Chile, perteneciente a la Prefectura Marga Marga N.º 10, su ubicación es en calle Santiago N.º 503, exactamente en la esquina de calle Santiago con Calle Prat.[cita requerida]

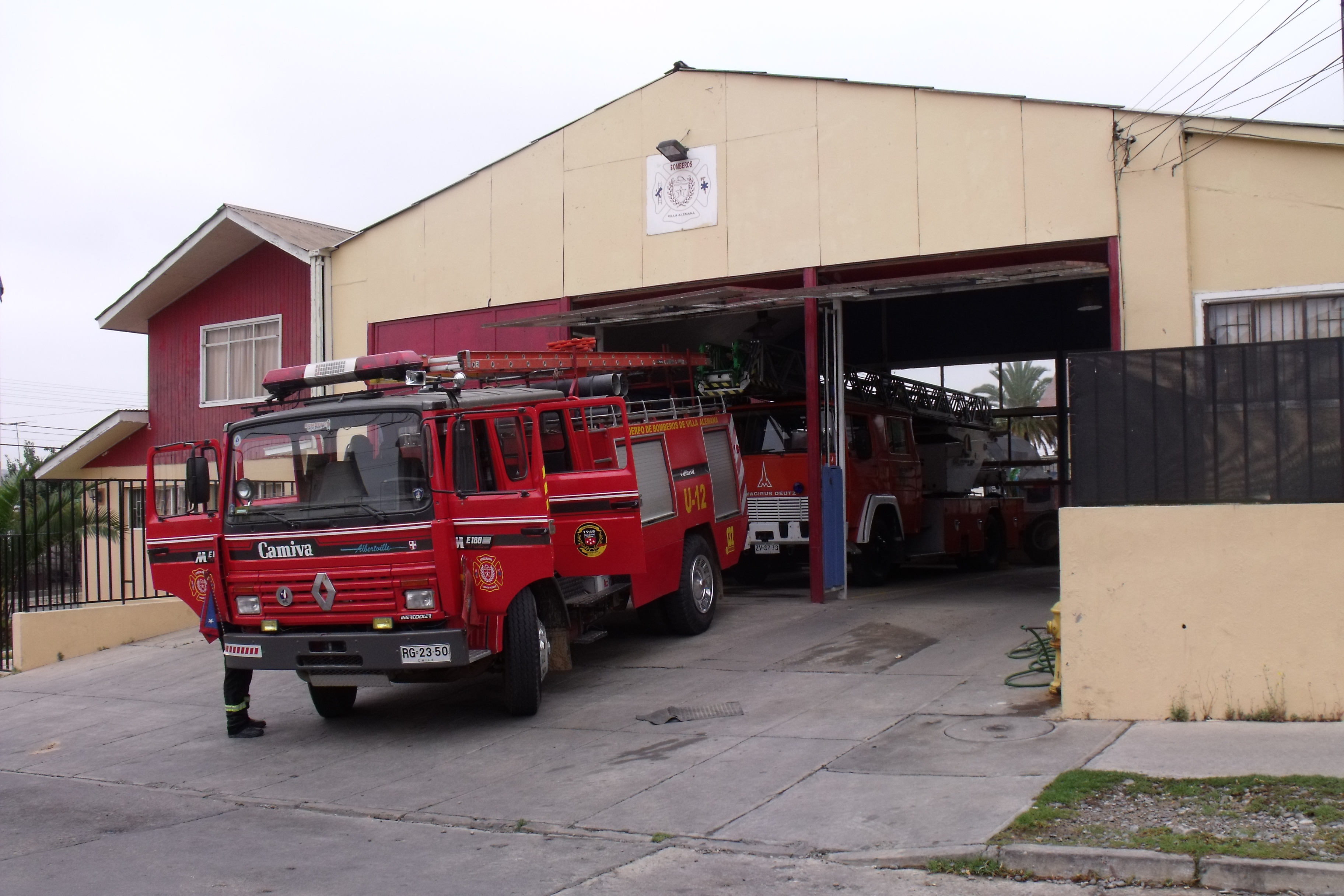
Primera Compañía de Bomberos de Villa Alemana.

La Policía de investigaciones de Chile tiene presencia en la comuna de Villa Alemana por medio de su sección BICRIM (Brigada de investigación Criminal) asentada en la localidad de Peña Blanca en calle Victoria  N.º 0409.[cita requerida]
El Cuerpo de Bomberos de Villa Alemana fue fundado el 29 de enero de 1948 y actualmente está integrado por cuatro Compañías; las que en total suman un aproximado de 200 voluntarios incluyendo Bomberos Honorarios y Activos.
En 1983 se fundó la Sociedad Protectora de Animales "San Francisco de Asís", organización sin fines de lucro, dedicada a albergar perras y gatas abandonadas.[cita requerida]

## Símbolos de la ciudad

### Heráldica
El escudo de Villa Alemana fue diseñado Don Renato Schiavon, arquitecto, dibujante y caricaturista italiano, que también se encargó de diseñar, junto con el arquitecto Aquiles Landoff, el Teatro Pompeya de Villa Alemana. El 3 de octubre de 1935 la I. Municipalidad de Villa Alemana acuerda adoptar oficialmente el proyecto de escudo de Don Renato Schiavon, por recomendación del Consejo de Turismo, en una sesión cuya decisión fue promulgada por decreto el 18 de noviembre de 1935.
Belarmino Torres, en su libro "Historia de Villa Alemana", relata lo siguiente respecto al escudo:

[...] la Ilustre Municipalidad de Villa Alemana, en una inolvidable sesión, adoptó el siguiente escudo: 
Primer cuartelado: cielo de un azul profundo y un tren de ferrocarril cruzando una verde campiña.
Segundo cuartelado: subdividido. a) una cruz muy semejante a la de Lorena sobre campo azul; b) molino de viento en campo dorado y a su costado racimo de uva con sus hojas en campo café; y c) franjas verticales, azules, rojas, blancas y negras.
Timbre: fortaleza iluminada con tres torres.
El primer cuartelado tiene por finalidad recordar los esfuerzos de los fundadores de Villa Alemana por conseguir el ferrocarril que, en forma tan  notoria ha contribuido a su progreso a través de los años.
La cruz corresponde a la tutelar de los Joglar en Asturias.
El molino de viento evoca una época anterior al advenimiento del agua potable, cuando el líquido elemento había que sacarle mediante pozos hechos con mucho trabajo. Entonces se le llamaba la "ciudad de los molinos". 
El racimo de uva recuerda la hermosa Viña Miraflores, que fue el punto de partida o de origen de Villa Alemana.
Las franjas verticales con los colores ya indicados, representan a los emblemas patrios de Chile y de Alemania de esa época. Personifican la razón por la cual la ciudad lleva el nombre de Villa Alemana.

El timbre significa el trabajo, el tesón, la perseverancia de los habitantes de Villa Alemana; como su temple, firmeza y decisión para seguir adelante su tarea en la seguridad de que las pasiones o diferencias políticas, religiosas o de otro orden, se estrellarán contra una muralla granítica, indestructible, pues ante todo está para ellos y sus autoridades, la prosperidad, el bienestar y la felicidad de su pueblo.
Belarmino Torres

Si bien se afirma que la cruz corresponde a la tutelar de los Joglar en Asturias, familia de la que proviene el fundador de Villa Alemana, Don Buenaventura Joglar; la Unidad de Patrimonio V.A. sostiene que su inclusión en el escudo corresponde al estrecho vínculo existente entre la historia de la comuna de Villa Alemana y el tratamiento de enfermedades relacionadas con afecciones pulmonares en el hospital Juana Ross de Edwards de Peñablanca, gracias al clima tan benigno que posee la ciudad, siendo la Cruz de Lorena símbolo de la Asociación internacional de lucha contra la tuberculosis desde 1902.

## Distintivos culturales y lugares de interés

### Parque Cívico Belén

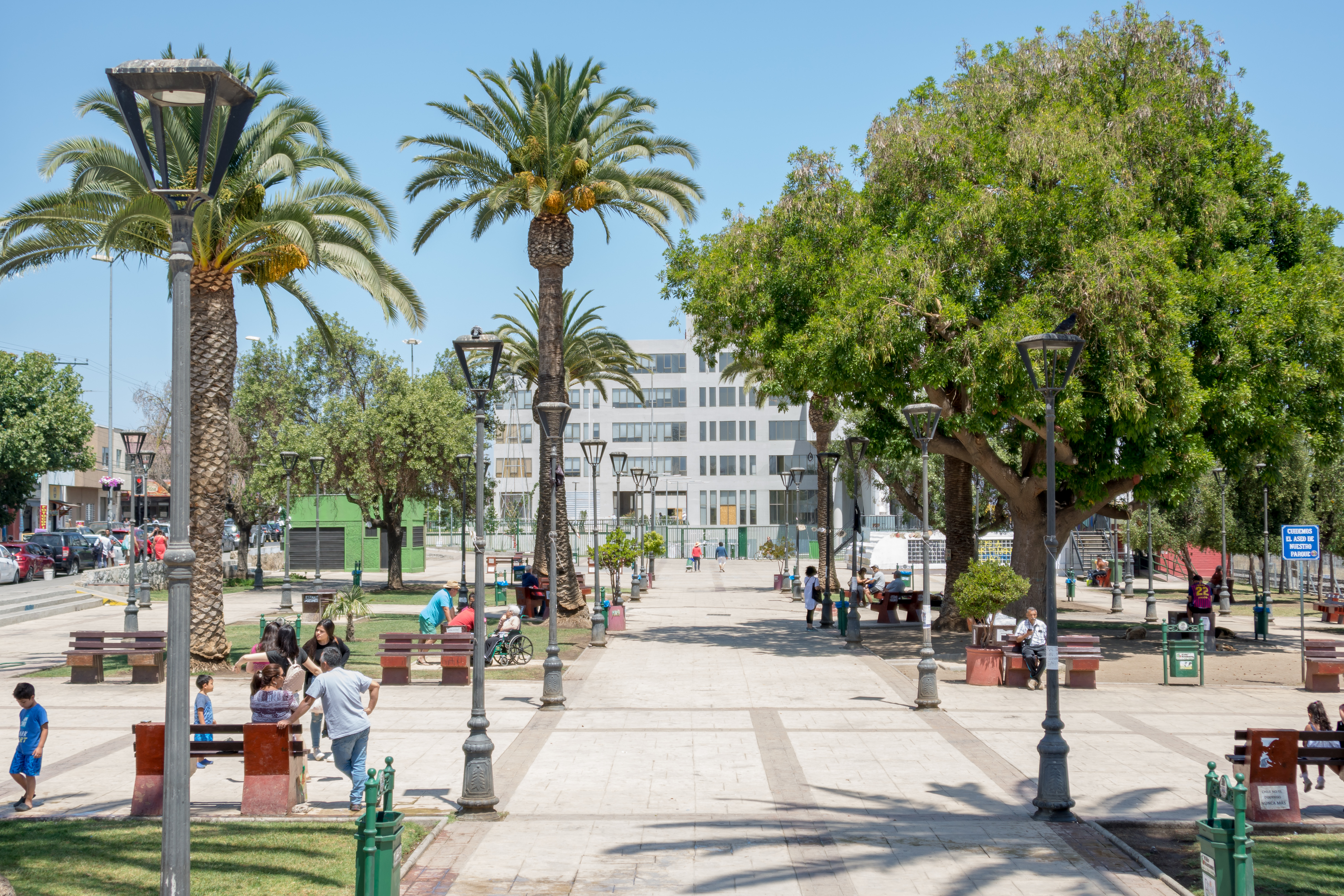
Plaza Belén.

La Plaza Belén ubicada a un costado de la Estación de Ferrocarriles, Anteriormente esta se llamaba 'Plaza Arturo Prat' hasta 2010, año en que se cambió el nombre debido al protocolo de hermanamiento entre Belén (Palestina) y Villa Alemana. En mayo de 2006, se procedió a la firma del convenio para crear lazos entre ambos territorios, actualmente es un espacio de encuentro familiar especialmente los días domingos, Actualmente la plaza tiene ferias artesanales y a su lado esta la Municipalidad de Villa Alemana.[cita requerida]

### Paseo Peatonal Los Héroes
Conocido popularmente como "Paseo Latorre" es lugar de encuentro y de gran actividad comercial de la ciudad. Entretenido paseo donde edificios modernos y galerías comerciales conviven con arquitectura tradicional donde El Portal Pompeya y el Teatro Pompeya son excelentes representativos de épocas anteriores.[cita requerida]

### Biblioteca Pública Paul Harris
La biblioteca Paul Harris, también conocida como biblioteca N° 89, es una biblioteca pública a cargo de la municipalidad de la comuna de Villa Alemana, Chile. Se encuentra ubicada en la calle Avenida Valparaíso 471, en el centro de la ciudad y a pasos de la locomoción colectiva.

### Santuario "Monte Carmelo de Peñablanca"
Lugar de las presuntas apariciones de la Virgen María al joven Miguel Ángel Poblete entre 1983 y 1988, que llegaron a reunir en el lugar en repetidas ocasiones concurrencias de hasta 100.000 personas, aunque estos hechos no fueron convalidados por la Iglesia Católica. Actualmente existe un debate entre quienes acusan al joven de haber sido manipulado por los servicios secretos de la dictadura militar y quienes niegan la legitimidad de estas aseveraciones. Este santuario está enclavado en el sector norte de la ciudad. Está dotado de una hermosa capilla de diseño moderno, jardines y grutas que embellecen el lugar además de un pilar de tres metros de altura rematado por la imagen de la Virgen con sus brazos extendidos. Desde este cerro se aprecia gran parte de la ciudad. Una vez al mes se celebra la misa con asistencia de los devotos que continúan llegando al lugar desde distintos lugares de Chile, incluso de países vecinos.[cita requerida]

### Quebrada Escobares
Interesante asentamiento agrícola situado en el curso superior de Estero Aranda, a 6 km de Villa Alemana. Destacable es su Capilla construida en 1817, sus viñedos, flora y fauna nativa. El rasgo singular de este poblado es la degustación de comida típica, especialmente chicha y chancho asado.[cita requerida]

### El Patagual
Poblado situado al norte de Quebrada Escobares y a 6 km de Villa Alemana. Importante es la producción vitivinícola, destacando las viñas Santa Juana y Santa Magdalena. Fieles exponentes de la chicha. Cuenta también con bastante flora nativa.[cita requerida]

### Lo Hidalgo
Poblado situado al nor-oriente de Quebrada Escobares y a 7 km de Villa Alemana, la arquitectura actual convive con rasgos de arquitectura rural, especialmente los bodegones de la viña El Sauce, tradicional productora de vinos.[cita requerida]

### Locomotora Antigua
La locomotora antigua fue donada por ferrocarriles para ser ubicada en la comuna, haciendo alusión a la fundación de Villa Alemana. Es una locomotora a vapor traída de Japón, de la marca Mitsubishi, y es conocida como la 823.[cita requerida]

### Centro de Salud Mapuche Ruka Lawen de Peñablanca
Ubicado a un costado del Hospital de Peñablanca, el Centro ceremonial y de salud mapuche Ruka Lawen está administrado por la Asociación Witrapuran en conjunto con el Hospital de Peñablanca y el Servicio de Salud Viña del Mar Quillota. Ofrece atención de machi y lawentuchefe, además de actividades educativas, huerto con hierbas medicinales y especies nativas.[cita requerida]

### Terrenos Parque Ex-Municipalidad
Ubicado en el sector de Peñablanca, se encuentra un boscoso terreno perteneciente al SSVQ, el cual, hasta principio de los años 90, fue arrendado a la municipalidad. Actualmente es usado como club de campo para el esparcimiento de los trabajadores del servicio de salud.[cita requerida]

### Viñas de Uva
Ubicadas en el Sector de Avenida Valparaíso, Paradero 11 1/2, es una de las pocas Viñas de Uva que se encuentran en el sector de Villa Alemana y su data es de más de 100 años. Pertenecen a Don Enrique Armando Godoy, que las trabaja desde hace aproximadamente 60 años con su atuendo típico de la zona campesina.[cita requerida]

### Cerro Tercera
El Cerro Tercera es un cerro ubicado en el sector de Peñablanca cerca de la Estación Sargento Aldea en la Calle Tercera, es un espacio de senderismo y armonía con la naturaleza y desde el cerro esta una de las mejores vistas de la ciudad.[cita requerida]

### Cerro Los Pinos
El Cerro Los Pinos se ubica en Peñablanca (Entre la Estación Peñablanca y Sargento Aldea) y es un espacio donde van personas en paseos familiares o van amigos a simplemente divertirse o incluso hacer asados (lo cual no es recomendable para prevenir incendios forestales)[cita requerida]

### Parque La Reserva
El Parque La Reserva de Villa Alemana es un parque ubicado al oriente de la comuna, en Peñablanca, y cuenta con 44 hectáreas donde se pueden encontrar más de 60 especies nativas, recorriendo a través de senderos el bosque esclerófilo que impregna a La Reserva y que ha sido preservado por la comuna. Gracias a la protección que ofrece el recinto se ha creado un ambiente propicio para la preservación y conservación de la biodiversidad cuyo acceso es disponible a todo público.

### Agrupaciones musicales
La comuna de Villa alemana ha sido punto de origen de diversas bandas y compostiores musicales como La Floripondio, Lican Ray, el músico Aldo Asenjo y su banda Bloque Depresivo y la agrupación folclórica Agrupación Magisterio.

## Transporte

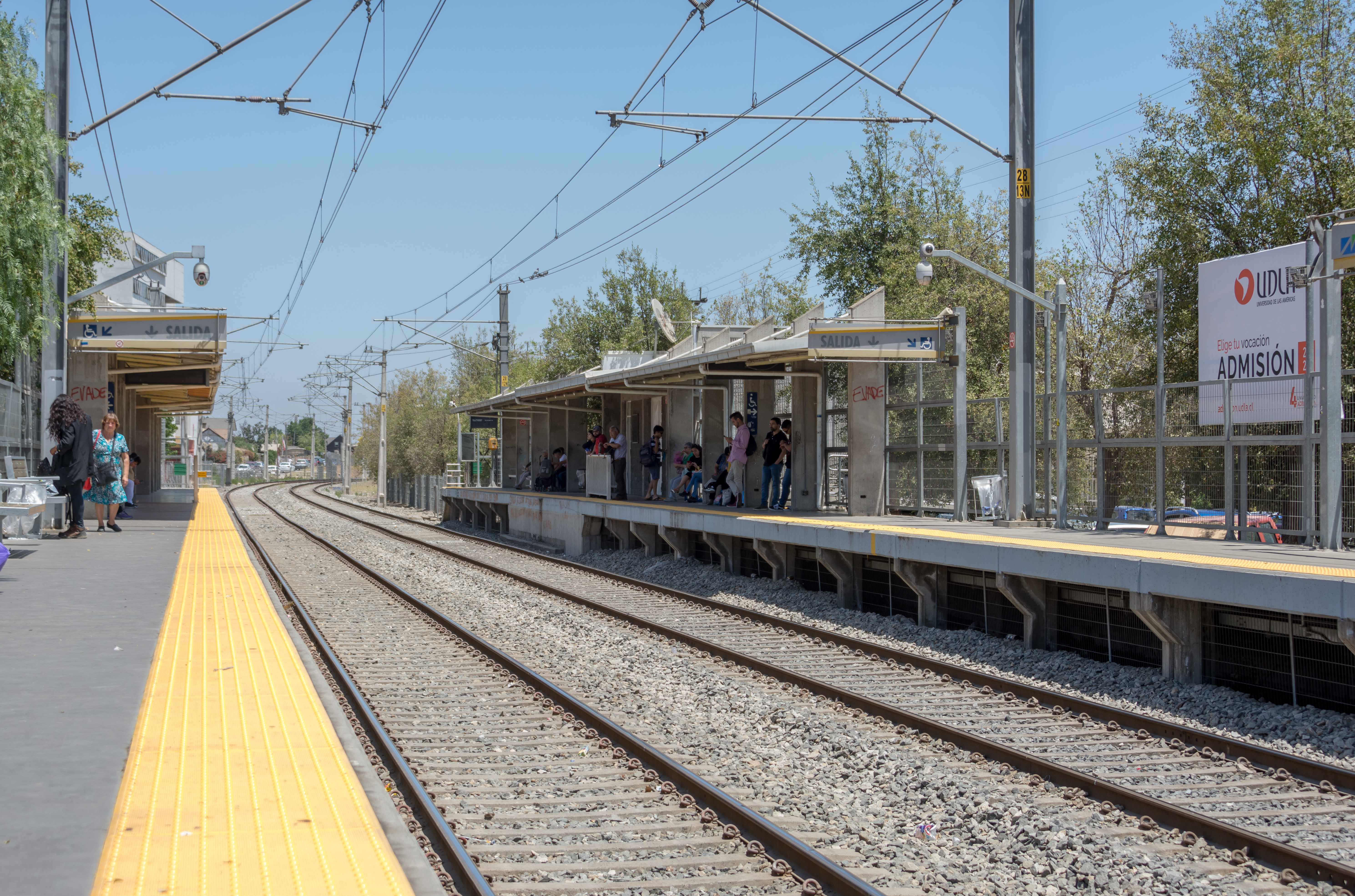
Estación Villa Alemana.

Villa Alemana cuenta con líneas de locomoción colectiva (Microbuses y Taxis Colectivos) del Gran Valparaíso y las provincias del interior de la Región. 
Sin embargo el medio de transporte que caracterizó a la comuna desde sus albores, fue el Ferrocarril que venía desde Valparaíso pasando por Quilpué y luego se dirigía a la estación de Limache. Antes, desde este Ferrocarril, se podía llegar hasta Puerto Montt al sur por medio de la Red Ferroviaria nacional que unía a Chile desde el norte hasta la Región de Los Lagos.

### Tren Limache-Puerto
El Tren Limache-Puerto es un medio de transporte masivo que fue inaugurado el 23 de noviembre de 2005. Cuenta con 1 línea que va desde el plan de la Capital Porteña, pasando por Viña del Mar y siguiendo por las comunas de Quilpué, Villa Alemana hasta terminar en Limache. La línea cuenta con 20 estaciones de las cuales las más importantes son Puerto, Viña del Mar, Quilpué, Villa Alemana y Limache.
La comuna de Villa Alemana cuenta con 5 estaciones de Metro; de oeste a este: Las Américas, La Concepción, Villa Alemana, Sargento Aldea y Peñablanca.

### Autopistas de acceso
- Autopista Troncal Sur es una autopista de alta velocidad, de carácter urbano que une la ciudad de Limache y las comunas de Villa Alemana, Quilpué y Viña del Mar en el Gran Valparaíso. Corresponde a la Concesión Consorcio Rutas del Pacífico S.A. en conjunto con Autopista del Pacífico. la autopista comienza en Viña del Mar hasta llegar a Peñablanca tiene un largo de 20,98 km de doble calzada.
- Ruta CH-62 es una carretera chilena que abarca la Región de Valparaíso en el Valle Central de Chile. La Ruta se inicia en Viña del Mar y finaliza en La Calera. El Tramo comprendido entre Viña del Mar, Limache y Quillota corresponde a las Concesiones Autopista Troncal Sur y Autopista Los Andes. Consta de 39 km de doble calzada de alta velocidad desde Peñablanca hasta La Calera.
- Lo Orozco es la ruta que une Villa Alemana y Quilpué con Casablanca (ruta 68) camino a Santiago, El Ministerio de Obras Públicas (MOP) invirtió $9 mil millones en 2012 para la reparación y rediseño del camino Lo Orozco,[91] que une a las comunas de Quilpué y Villa Alemana con la Ruta 68, a la altura del santuario de Lo Vásquez. La vía, que fue construida para vehículos livianos y que ha sido considerada peligrosa por su gran cantidad de curvas, quedó habilitada para vehículos de alto tonelaje y permitió que el transporte que proviene del paso fronterizo Los Libertadores con destino al puerto de San Antonio o Santiago pueda conectarse directamente a la Ruta 68 sin tener que pasar por Viña del Mar o Valparaíso.

## Deportes
Dentro de las instituciones, podemos mencionar, a las deportivas, de estas las que tienen gran raigambre en la comuna son los clubes de fútbol asociados a la Asociación Villa Alemana de fútbol que pertenece a su vez, a la ANFA. De los actuales equipos podemos mencionar a: Arturo Prat, representante de la población Prat; Atlético Baquedano, del Sector de Peñablanca; Atlético Wilson, de la Población Wilson; Defensor Sargento Aldea, de la población homónima; El Peumo; Estrella Máxima; Hernán Trizano; Iván Mayo Club de Fútbol, el único que ha representado a la comuna de Villa Alemana en el fútbol profesional; Jorge Toro; Juan Carlos Bertone; La Palmilla; Manuel Rodríguez; Peñablanca; Población Palermo; Unión La Frontera; Vicente Martínez; Villa Aurora; Villarrica y Yungay.[cita requerida]
Futbolistas villalemaninos como Elías Ricardo Figueroa Brander y  Reinaldo Navia Amador, han logrado destacar a nivel nacional e internacional.[cita requerida]

### Club Deportivo Iván Mayo de Villa Alemana
Iván Mayo es un club de fútbol chileno, fundado el 16 de marzo de 1938 que tiene su sede en la comuna de Villa Alemana. Lleva su nombre en honor a Iván "Chincolito" Mayo, quillotano que fue el primer futbolista chileno que triunfó en Argentina jugando en Vélez Sársfield en la década de 1930 (1933 a 1938).[cita requerida]
El Club Iván Mayo participó como invitado en el Torneo de Segunda División (actual Primera B) el año 1985 y el año 1986 logró ascender de Tercera División a Segunda División, en la que jugó durante 1987, pero en 1988 volvió a descender manteniéndose hasta el año 1996 en el campeonato de Tercera División, ya que fue relegado a su asociación de origen. Actualmente juega en la Asociación de Fútbol Amateur de Peñablanca.[cita requerida]

### Estadio de Villa Alemana
- Nombre: Estadio Municipal "Italo Composto Scarpati"
- Dirección: Asunción 757, Barrio Norte - Villa Alemana
- Capacidad: 3000 aprox.
- Sectores: Tribuna Poniente - Tribuna Oriente
- Propiedad: Ilustre Municipalidad de Villa Alemana

En agosto de 2011 se inició la remodelación completa del Estadio y Alrededores lo cual contempla la construcción de un palco con asientos numerados, el mejoramiento de las graderías existentes, seis torres de iluminación con generación de energía propia, un marcador electrónico, renovación de los arcos y la optimización de los baños y camarines, además de un Polideportivo dentro del Recinto.[cita requerida]

## Medios de comunicación

### Medios escritos
- Comunal de Villa Alemana[92]
- Semanario Futuro[93]
- Página 12[94]
- Ruta 62 digital[95]
- Quincenario del Marga Marga
- Periódico El Observador (Marga Marga)[96]

### Medios radiales locales
- Cadena Musical Prat: Es el primer medio de comunicación creado en 1956 en Villa Alemana. Su sistema es de música ambiental variada y publicidad comercial, con parlantes distribuidos en las calles céntricas de la comuna. Su propietario y creador es Hugo Terán Vásquez, nombrado Hijo Ilustre de Villa Alemana, por su aporte al desarrollo de la comuna. Su sitio web es Cadena Musical Prat.
- Radio Énfasis: Con 18 años de transmisión consecutiva de lunes a domingos, medio comunicacional comprometido con el desarrollo y desafío, única con cobertura regional y oficial de la Provincia de Marga Marga. Se ha transformado en la emisora más antigua. Orientada para el adulto joven, con contenido familiar y valórico, contemplando una programación musical de un 80% español y un 20% en idiomas, a su vez destacando y potenciando a los artistas emergente de la zona. Su sitio web es Radio Énfasis.
- Radio Vial: Radio Vial un nuevo proyecto que nació desde la inquietud, de un grupo de amigos villalemaninos, de crear un medio de comunicación nuevo y diferente para la comuna, orientado a los jóvenes. Debido a que la oferta de medios en la comuna es baja y lo que existe está dirigido principalmente a los adultos y adultos mayores. Actualmente solamente transmite en señal en línea; su sitio web es Radio Vial.

### Radio
Con respecto a la radiodifusión, en Villa Alemana pueden sintonizarse las radioemisoras ubicadas en la conurbación del Gran Valparaíso. Además por su cercanía, se alcanzan a recepcionar, con mediana intensidad, algunas emisoras de Quillota y Limache.
FM
| Banda | Frecuencia | Emisora                                        | Cobertura     | Emisora Nacional/Local   |
| ----- | ---------- | ---------------------------------------------- | ------------- | ------------------------ |
| FM    | 88.1 MHz   | Radio Cooperativa                              | Villa Alemana | Cadena nacional de radio |
| FM    | 88.5 MHz   | Radio Amor (Tropical)                          | Villa Alemana | Cadena nacional de radio |
| FM    | 88.9 MHz   | Romance                                        | Villa Alemana | Cadena nacional de radio |
| FM    | 89.1 MHz   | Radio Crystal                                  | Villa Alemana | Estación de radio local  |
| FM    | 89.5 MHz   | Radio Portales de Valparaíso                   | Villa Alemana | Estación de radio local  |
| FM    | 89.9 MHz   | FM Okey Viña del Mar                           | Villa Alemana | Estación de radio local  |
| FM    | 90.3 MHz   | Radioactiva                                    | Villa Alemana | Cadena nacional de radio |
| FM    | 90.7 MHz   | Radio Romántica                                | Villa Alemana | Cadena nacional de radio |
| FM    | 91.7 MHz   | Los 40                                         | Villa Alemana | Cadena nacional de radio |
| FM    | 91.9 MHz   | Radio Carnaval Quillota                        | Villa Alemana | Estación de radio local  |
| FM    | 92.1 MHz   | Radio Infinita                                 | Villa Alemana | Cadena nacional de radio |
| FM    | 92.5 MHz   | Radio Agricultura                              | Villa Alemana | Cadena nacional de radio |
| FM    | 93.1 MHz   | Radio Concierto                                | Villa Alemana | Cadena nacional de radio |
| FM    | 93.7 MHz   | Radio Festival                                 | Villa Alemana | Cadena nacional de radio |
| FM    | 94.1 MHz   | ADN Radio Chile                                | Villa Alemana | Cadena nacional de radio |
| FM    | 94.5 MHz   | Radio Bío-Bío                                  | Villa Alemana | Cadena nacional de radio |
| FM    | 94.9 MHz   | Digital FM                                     | Villa Alemana | Cadena nacional de radio |
| FM    | 95.5 MHz   | Radio Énfasis                                  | Villa Alemana | Estación de radio local  |
| FM    | 95.9 MHz   | X FM                                           | Villa Alemana | Estación de radio local  |
| FM    | 96.7 MHz   | Radio Pauta                                    | Villa Alemana | Estación de radio local  |
| FM    | 97.3 MHz   | Radio Valentín Letelier                        | Villa Alemana | Estación de radio local  |
| FM    | 97.7 MHz   | FM Okey Quillota                               | Villa Alemana | Estación de radio local  |
| FM    | 98.1 MHz   | Radio Carnaval Viña del Mar                    | Villa Alemana | Estación de radio local  |
| FM    | 98.9 MHz   | Radio Carolina                                 | Villa Alemana | Cadena nacional de radio |
| FM    | 99.3 MHz   | Radio Amor (Cristiana)                         | Villa Alemana | Estación de radio local  |
| FM    | 99.7 MHz   | Radio Universidad Técnica Federico Santa María | Villa Alemana | Estación de radio local  |
| FM    | 100.1 MHz  | Radio Punto 7                                  | Villa Alemana | Cadena nacional de radio |
| FM    | 100.5 MHz  | Corazón FM                                     | Villa Alemana | Cadena nacional de radio |
| FM    | 101.1 MHz  | Tele13 Radio                                   | Villa Alemana | Cadena nacional de radio |
| FM    | 101.5 MHz  | Radio Quillota                                 | Villa Alemana | Estación de radio local  |
| FM    | 101.7 MHz  | Radio Armonía                                  | Villa Alemana | Cadena nacional de radio |
| FM    | 102.1 MHz  | Radio Beethoven                                | Villa Alemana | Cadena nacional de radio |
| FM    | 102.3 MHz  | Radio Azúcar Quillota                          | Villa Alemana | Estación de radio local  |
| FM    | 102.5 MHz  | Radio Valparaíso                               | Villa Alemana | Estación de radio local  |
| FM    | 102.9 MHz  | El Conquistador FM                             | Villa Alemana | Cadena nacional de radio |
| FM    | 103.5 MHz  | UCV Radio                                      | Villa Alemana | Estación de radio local  |
| FM    | 104.1 MHz  | Duna FM                                        | Villa Alemana | Cadena nacional de radio |
| FM    | 104.5 MHz  | FM Dos                                         | Villa Alemana | Cadena nacional de radio |
| FM    | 105.1 MHz  | Radio Congreso                                 | Villa Alemana | Estación de radio local  |
| FM    | 105.7 MHz  | Radio Pudahuel                                 | Villa Alemana | Cadena nacional de radio |
| FM    | 106.3 MHz  | Radio Nuevo Tiempo                             | Villa Alemana | Cadena nacional de radio |
| FM    | 106.7 MHz  | Madre Tierra FM                                | Villa Alemana | Cadena nacional de radio |
| FM    | 107.3 MHz  | Crash FM                                       | Villa Alemana | Estación de radio local  |
| FM    | 107.7 MHz  | Viña FM                                        | Villa Alemana | Estación de radio local  |

AM
| Banda | Frecuencia | Emisora                                        | Cobertura     | Emisora Nacional/Local   |
| ----- | ---------- | ---------------------------------------------- | ------------- | ------------------------ |
| AM    | 630 kHz    | Radio Stella Maris                             | Villa Alemana | Estación de radio local  |
| AM    | 730 kHz    | Radio Colo Colo                                | Villa Alemana | Estación de radio local  |
| AM    | 800 kHz    | Radio María Chile                              | Villa Alemana | Cadena nacional de radio |
| AM    | 840 kHz    | Radio Portales de Valparaíso                   | Villa Alemana | Estación de radio local  |
| AM    | 900 kHz    | Radio La Señal                                 | Villa Alemana | Estación de radio local  |
| AM    | 940 kHz    | Radio Valentín Letelier                        | Villa Alemana | Estación de radio local  |
| AM    | 980 kHz    | Radio Corporación                              | Villa Alemana | Cadena nacional de radio |
| AM    | 1100 kHz   | Radio BBN                                      | Villa Alemana | Cadena nacional de radio |
| AM    | 1210 kHz   | Radio Valparaíso                               | Villa Alemana | Estación de radio local  |
| AM    | 1270 kHz   | Radio Festival                                 | Villa Alemana | Cadena nacional de radio |
| AM    | 1340 kHz   | Radio Divina                                   | Villa Alemana | Cadena nacional de radio |
| AM    | 1410 kHz   | Radio Amor                                     | Villa Alemana | Estación de radio local  |
| AM    | 1450 kHz   | Radio Universidad Técnica Federico Santa María | Villa Alemana | Estación de radio local  |
| AM    | 1600 kHz   | Radio Fe                                       | Villa Alemana | Estación de radio local  |